# 1974 год в СССР

### Январь
- 1 января
  - Вступили в силу Общие условия монтажа и других технических услуг 1973 года и Общие условия технического обслуживания машин, оборудования и других изделий 1973 года между странами Совета экономической взаимопомощи[1]
  - В Новополоцке на базе Новополоцкого филиала Белорусского политехнического института (БПИ) создан Новополоцкий политехнический институт.[2].
  - Открыт Кемеровский государственный университет в соответствии с Постановлением Совета министров СССР от 22.02.1973 г. № 122, Постановлением Совета министров РСФСР от 02.03.1973 года № 112 и Приказом Минвуза РСФСР от 06.04.1973 года № 136 на базе Кемеровского государственного педагогического института.
- 2 января 
  - Указ президиума Верховного Совета СССР о награждении газеты «Красная звезда» Орденом Октябрьской Революции за большие заслуги в воспитании войнов, мобилизации их на успешное решение задач укрепления боеготовности Вооружённых сил СССР и в связи с 50-летием со дня выхода в свет первого номера. За 50 лет вышло 15269 номеров газеты[3].
  - Указ Президиума Верховного Совета СССР о присвоении звания Героя Социалистического Труда действительному члену Академику АМН СССР Арутюнову Александру Ивановичу за большие заслуги в развитии медицинских наук и здравоохранения и в связи с 70-летием со дня рождения с вручением второго ордена Ленина и золотой медали «Серп и Молот»[3].
- 3 января — В Виннице на базе Киевского политехнического института создан Винницкий политехнический институт[4].
- 4 января
  - Принято Постановление Секретариата ЦК КПСС «О разоблачении антисоветской кампании буржуазной пропаганды в связи с выходом книги Солженицына „Архипелаг ГУЛАГ“».[5]
  - В Обнинском ФЭИ пущен первый в мире микротрон непрерывного действия.
  - Указ Президиума Верховного Совета СССР о присвоении звания Героя Социалистического Труда действительному члену Академику ВАСХНИЛ Болтинскому Василию Николаевичу за выдающиеся заслуги в развитии сельскохозяйственной науки, разработку новых направлений в механизации сельского хозяйства и в связи с 70-летием со дня рождения с вручением второго ордена Ленина и золотой медали «Серп и Молот»[6].
- 5 января — Открыто движение системы троллейбусного транспорта в Ульяновске.
- 6 января
  - Катастрофа Ан-24 под Мукачевом.
  - Победа Молодёжной сборной СССР по хоккею с шайбой на 1-м неофициальном чемпионате мира по хоккею с шайбой среди молодёжных команд прошедшем в городе Ленинград
- 6 — 9 января — Визит в Финляндию правительственной делегации во главе с председателем Государственного комитета Совета Министров СССР по внешним экономическим связям С. А. Скачковым для участия в пуске газопровода СССР-Финляндия построенного при содействии СССР[7].
- 7 января — Арестована крупнейшее организованное преступное формирование СССР в деле Меховой мафии.
- 7 — 9 января
  - Торжественное заседание в Праге, посвященное 15-летию журнала «Проблемы мира и социализма». На совещании, по вопросам работы издания, участвовали представители 67 коммунистических и рабочих партий[8].Почтовая марка 15 лет журналу Проблемы мира и социализма
  - Визит в Татарскую АССР министра обороны СССР Гречко А. А. для встречи с партийно-хозяйственным активом Татарии и посещение предприятий региона, а также для вручения республике на торжественном заседание ордена Дружбы народов согласно Указу Президиума Верховного Совета СССР от 29 декабря 1972 г. № 3767-VIII[9].
- 8 — 10 января
  - Визит в Москву польской делегации, возглавляемой заместителем Председателя Совета Министров ПНР Мечиславом Ягельским для участия в XV советско-польской комиссии по экономическому и научно-техническому сотрудничеству. Советскую сторону возглавлял заместитель Председателя Совета Министров СССР и постоянный представитель СССР в СЭВ М. А. Лесечко[9].
  - Визит в Москву, после назначения на должность 14 декабря 1973 года, министра иностранных дел Венгрии Фридьеша Пуйя и встреча с генеральным секретарем ЦК Л. И. Брежневым и руководством СССР[10].
  - Визит в Ирак правительственной делегации во главе с заместителем Председателя Совета Министров СССР В. Н. Новиковым и переговоры по вопросам экономического сотрудничества с иракской делегацией во главе с заместителем генерального секретаря Регионального руководства ПАСВ Ирака, заместитель председателя Совета революционного командования Ирака Саддамом Хусейном[9].
  - Визит в Молдавскую ССР члена Политбюро ЦК КПСС, председателя Комитета партийного контроля при ЦК КПСС Пельше А. Я. для встречи с партийно-хозяйственным активом Молдавии и посещение предприятий региона. Участие в торжественном заседании ЦК КП Молдавии и Верховного Совета Молдавской ССР и вручение Молдавской ССР ордена Дружбы народов Указ Президиума Верховного Совета СССР от 29 декабря 1972 г. № 3750-VIII[8][11].
- 9 января
  - Л. К. Чуковская исключена из Союза писателей.[12]
  - На Саратовском нефтеперерабатывающем заводе имени С. М. Кирова подписан Государственной комиссией акт ввода в эксплуатацию установку каталитического риформинга[8].
- 10 января
  - Указы президиума Верховного Совета СССР о награждении Марыйской, Ташаузской и Чарджоуской областей Орденами Ленина за большие успехи, достигнутые трудящимися области в развитии народного хозяйства и особенно в производстве хлопка[10]
  - Открыта троллейбусная сеть в Костроме.
- 11 января
  - Постановление Совета Министров СССР № 24 «Об утверждении Положения об охране континентального шельфа СССР»
  - Указ Президиума Верховного Совета СССР о присвоении звания Героя Социалистического Труда Народному художнику СССР Касияну Василию Ильичу за выдающиеся заслуги в развитии советского изобразительного искусства и плодотворную общественную деятельность с вручением третьего ордена Ленина и золотой медали «Серп и Молот»[13].
  - Указ президиума Верховного Совета СССР о награждении журнала «Азербайджан гадыны» («Женщина Азербайджана») орденом Трудового Красного Знамени за плодотворную работу по коммунистическому воспитанию женщин Советского Азербайджана, мобилизации их на выполнение задач хозяйственного и культурного строительства[13].
  - Переговоры в Москве Председателя Совета Министров СССР А. Н. Косыгина с президентом американского концерна Пульман С. Кейси по вопросам участия концерна в строительстве Камского автомобильного завода[13].
- 12 января — Первенец атомной энергетики в Заполярье. Введен в действие 1-й блок Билибинской атомной электростанции (Чукотский автономный округ).[14][15].
- 14 января
  - Создание на основании совместного приказа № 010/012 МО СССР и МГА СССР «Научно-экспериментального центра автоматизированного управления воздушным движением» во исполнение Постановление ЦК КПСС и СМ СССР от 16 февраля 1973 г. «О мерах по повышению безопасности полетов в гражданской авиации».
  - Ввод в действие Череповецкого химического завода. Государственная комиссия подписала акт о вводе первого пускового комплекса серной кислоты.[16][17]
- 14 — 16 января
  - В Москве первая сессия советско-американской комиссии по сотрудничеству в области транспорта[18].
  - Визит в Москву делегации ГДР, возглавляемой заместителем Председателя Совета министров ГДР Гербертом Вайцем[нем.] для участия в XV сессии подкомиссии по экономическому и научно-техническому сотрудничеству. Советскую сторону возглавлял заместитель Председателя ГКНТ СССР М. П. Ковалев. Подведены итоги работы за 1973 год в области химии, нефтехимии и химического машиностроения[19].
  - Визит в Башкирскую АССР кандидата в члены Политбюро ЦК КПСС Устинова Д. Ф. для встречи с партийно-хозяйственным активом Башкирии и посещение предприятий региона, а также для вручения республике на торжественном заседание ордена Дружбы народов согласно Указу Президиума Верховного Совета СССР от 29 декабря 1972 г. № 3757-VIII[20][21].
- 14 — 18 января
  - Визит в ФРГ правительственной делегации во главе с заместителем Председателя Совета Министров СССР В. Н. Новиковым для участия в работе III сессии комиссии СССР и ФРГ по экономическому и научно-техническому сотрудничеству. Подписан документ о долгосрочной перспективе развития взаимного экономического, промышленного и технического сотрудничества СССР — ФРГ.[18][22].
- 15 января
  - Указом Президиума Верховного Совета СССР первым в стране Забайкальский военный округ награжден орденом Ленина. Прибалтийский военный округ, Прикарпатский военный округ, Приволжский военный округ, Уральский военный округ и Сибирский военный округ награждены орденом Красного Знамени за большой вклад в дело укрепления оборонной мощи Советского государства и его вооруженной защиты, успехи в боевой и политической подготовке[21].
  - Визит в Москву главнокомандующего ВМС Индии Сурендра Нат Кохли[англ.] и встреча с министром обороны СССР Гречко А. А. с обменом мнениями по вопросам взаимодействия[21].
  - Поставлен под промышленную нагрузку 1-й энергоблок Приморской ГРЭС (Приморский край) на 9 месяцев раньше срока[19].
- 15 — 20 января
  - Визит в Азербайджанскую ССР члена Политбюро ЦК КПСС, Секретаря ЦК КПСС Кулакова Ф. Д. для встречи с партийно-хозяйственным активом Азербайджана и посещение предприятий региона. Участие в торжественном заседании ЦК КП Азербайджана и Верховного Совета Азербайджанской ССР и вручение Азербайджанской ССР ордена Дружбы народов Указ Президиума Верховного Совета СССР от 29 декабря 1972 г. № 3748-VIII[23][24].
  - Визит в Дагестанскую АССР кандидата в члены Политбюро ЦК КПСС, Председателя Совета Министров РСФСР Соломенцева М. С. для встречи с партийно-хозяйственным активом Дагестана и посещение предприятий региона, а также для вручения республике на торжественном заседание ордена Дружбы народов согласно Указу Президиума Верховного Совета СССР от 29 декабря 1972 г. № 3759-VIII[19][25].
  - Визит в Удмуртскую АССР кандидата в члены Политбюро ЦК КПСС Секретаря ЦК КПСС Демичева П. Н. для встречи с партийно-хозяйственным активом Удмуртии и посещение предприятий региона, а также для вручения республике на торжественном заседание ордена Дружбы народов согласно Указу Президиума Верховного Совета СССР от 20 декабря 1972 г.[26].
- 18 января
  - В СССР учреждён Орден Трудовой Славы трёх степеней. Орден Трудовой Славы 1 степени
  - В СССР учреждён Медаль «Ветеран труда».  Медаль «Ветеран труда»
  - Постановлением ЦК КПСС и Совета Министров СССР № 54-29 от 18 января 1974 г. и последующим Приказом Министра обороны СССР № 49 от 18 марта 1974 г. на вооружение был принят новый унифицированный комплекс автомата Калашникова АК-74 — вооружение 5,45-мм, включавший четыре базовые модели автомата и столько же ручных пулемётов. Начало производства на Ижевском машиностроительном заводе.
  - Указ Президиума Верховного Совета СССР о присвоении звания Героя Социалистического Труда Народному артисту СССР и режиссеру Бабочкину Борису Андреевичу за выдающиеся заслуги в развитии советского театрального и киноискусства и в связи с 70-летием со дня рождения с вручением третьего ордена Ленина и золотой медали «Серп и Молот»[24].
- 18 — 20 января
  - Визит в Армянскую ССР члена Политбюро ЦК КПСС, министра иностранных дел СССР А. А. Громыко для встречи с партийно-хозяйственным активом Армении и посещение предприятий региона. Участие в торжественном заседании ЦК КП Армянии и Верховного Совета Армянской ССР и вручение Армянской ССР ордена Дружбы народов Указ Президиума Верховного Совета СССР от 29 декабря 1972 г. № 3754-VIII[27][28].
- 20 января —Открытие Монумент Победы — памятник в ознаменование тридцатилетия освобождения Новгорода от фашистских захватчиков. Находится в Великом Новгороде на Екатерининской горке, в южной части Кремлёвского парка[29].
- 21 января
  - В Чечено-Ингушетии запущена 1-я очередь на Грозненском газоперерабатывающем заводе[30].
  - На Уральском заводе тяжёлого машиностроения началась сборка Шагающего экскаватора ЭШ-15/90 (ёмкость ковша 15 м³, вылет стрелы 90 м) по заказу Индии для работы в условиях тропиков[30].
- 21 — 24 января — Официальный визит в Москву министра иностранных дел Арабской Республики Египет Исмаила Фахми и встреча Генсеком ЦК КПСС Леонидом Брежневым и министром иностранных дел СССР А. А. Громыко. Обсуждались вопросы поддержки АРЕ после завершения конфликта с Израилем и дальнейшее сотрудничество стран[31][32].
- 22 января — В Москве состоялось внеочередные заседания совета Международного банка экономического сотрудничества и совета Международного инвестиционного банка. В работе заседаний участвовали представители стран — членов в советах банков — Болгарии, Венгрии, ГДР, МНР, Польши, Румынии, Советского Союза и ЧССР, а также министр-президент национального банка Республики Куба Рауль Леон Торрас. Единогласно было принято решение о приеме Кубы в члены Международного банка экономического сотрудничества и Международного инвестиционного банка[33].
- 22 — 31 января — Официальный визит в СРР делегации Верховного Совета СССР во главе с заместителем председатель ВС СССР И. С. Грушецким. Во время визита прошла встреча в Бухаресте с Председатель Государственного совета Румынии, Генеральный Секретарь Румынской Коммунистической Партии Николае Чаушеску[34].
- 23 января
  - Юбилей студии «Мосфильм» пятидесятилетие. Указом Президиума Верховного Совета СССР киностудия награждена орденом Октябрьской Революции за большие заслуги в развитии советского киноискусства. 13 февраля на торжественном собрании вручил награду Председатель Президиума Верховного Совета СССР Николай Подгорный.[31][35]Мосфильм 50 лет
  - Торжественное заседание в Горно-Алтайской АО в честь вручения автономной области ордена Дружбы народов согласно Указу Президиума Верховного Совета СССР от 29 декабря 1972 г. № 3777-VIII. Награждение провел первый секретарь Алтайского краевого комитета КПСС А. В. Георгиев[36].
- 24 января
  - Торжественное заседание в Тувинской АССР в честь вручения республике ордена Дружбы народов согласно Указу Президиума Верховного Совета СССР от 29 декабря 1972 г. № 3768-VIII. Награждение провел заместитель Председателя Совета министров СССР и постоянный представитель СССР в СЭВ М. А. Лесечко[32].
  - Торжественное заседание в Карачаево-Черкесской АО в честь вручения автономной области ордена Дружбы народов согласно Указу Президиума Верховного Совета СССР от 29 декабря 1972 г. № 3780-VIII. Награждение провел заместитель Председателя Совета министров СССР и Председатель Государственного комитета Совета Министров СССР по материально-техническому снабжению В. Э. Дымшиц[32].
- 25 января
  - Торжественное заседание в Калмыцкой АССР в честь вручения республике ордена Дружбы народов согласно Указу Президиума Верховного Совета СССР от 29 декабря 1972 г. № 3761-VIII. Награждение провел заместитель Председателя Совета министров СССР и председатель Комиссии Президиума Совета Министров СССР по вопросам агропромышленного комплекса З. Н. Нуриев[37].
  - Торжественное заседание в Коми АССР в честь вручения республике ордена Дружбы народов согласно Указу Президиума Верховного Совета СССР от 29 декабря 1972 г. № 3763-VIII. Награждение провел заместитель Председателя Совета министров СССР Н. А. Тихонов[37].
  - Тульский пивзавод выпустил первую партию продукции. В эксплуатацию введена кондитерская фабрика мощностью 9 тысяч тонн сладкой продукции (Тульский пряник) расположенная рядом на Одоевском шоссе[32].
- 26 января
  - Торжественное заседание в Карельской АССР в честь вручения республике ордена Дружбы народов согласно Указу Президиума Верховного Совета СССР от 29 декабря 1972 г. № 3762-VIII. Награждение провел заместитель Председателя Совета министров СССР, Председатель Государственного комитета СССР по делам строительства И. Т. Новиков[38].
  - Торжественное заседание в Хакасской АО в честь вручения автономной области ордена Дружбы народов согласно Указу Президиума Верховного Совета СССР от 29 декабря 1972 г. № 3779-VIII. Награждение провел заместитель Председателя Совета министров СССР, Председатель Государственного комитета Совета Министров СССР по науке и технике В. А. Кириллин[38].
- 27 января
  - Открыт мемориальный вокзал — памятник мужеству ленинградцев на станции Ладожское Озеро (архитектор В. И. Бершадская, гл. конструктор Э. И. Казарновский), очертание здания напоминает гигантский противотанковый надолб. Под сводами сходящихся вверху плоскостей размещен небольшой музей — филиал музея Октябрьской железной дороги. На станции южнее вокзала был установлен паровоз Эш4375 «Комсомолец»[39].
- 28 января—3 февраля — Визит Л. И. Брежнева на Кубу (1974)[40]
- 29 января
  - Торжественное заседание в Кабардино-Балкарской АССР в честь вручения республике ордена Дружбы народов согласно Указу Президиума Верховного Совета СССР от 29 декабря 1972 г. № 3760-VIII.[41] Награждение провел кандидата в члены Политбюро ЦК КПСС, Секретарь ЦК КПСС Пономарёв Б. Н.[42].
  - Торжественное заседание в Чувашской АССР в честь вручения республике ордена Дружбы народов согласно Указу Президиума Верховного Совета СССР от 29 декабря 1972 г. № 3771-VIII. Награждение провел заместитель Председателя Совета министров СССР Л. В. Смирнов[42].
  - В Москве открылся Государственный музей В. В. Маяковского в новом четырехэтажном здании расположенном в проезде Серова. Музей был перемещён в бывшую коммунальную квартиру под номером 12 на 3 этаже, где поэт Владимир Маяковской проживал с 1919 по 1930 гг.[42][43].
- 30 января
  - Почетное награждение в социалистической Кубе Л. И. Брежнева — орден, носящий имя выдающегося революционера и мыслителя, выдающегося борца за свободу народа Хосе Марти.[44]
  - Установление дипломатических отношений на уровне посольств между СССР и Фиджи (дипломатические представительства не созданы). Дипломатические отношения со стороны СССР осуществляются через посольство СССР в Австралии.[42][45].
  - Торжественное заседание в Чукотском национальном округе в честь вручения национальному округу ордена Дружбы народов согласно Указу Президиума Верховного Совета СССР от 29 декабря 1972 г. № 3792-VIII[34].
- 31 января
  - Торжественное заседание в Мордовской АССР в честь вручения республике ордена Дружбы народов согласно Указу Президиума Верховного Совета СССР от 29 декабря 1972 г. № 3765-VIII. Награждение провел Секретарь ЦК КПСС, Председатель Центральной ревизионной комиссии КПСС И. В. Капитонов[46].
  - Ульяновская кондитерская фабрика Минпищепрома РСФСР (ныне «Волжанка» мощностью 10 тыс. тонн кондитерских изделий в год и производству шоколадных полуфабрикатов в количестве 1 тыс. тонн в год была принята в эксплуатацию.[47]
- Без точной даты
  - В Николаеве с верфи Николаевского судостроительного завода спущен на воду флагман приемно-транспортный рефрижератор типа «50 Лет СССР» водоизмещением 20 тыс. тонн. Проект 1347 был в производстве с 1974 по 1984 год.[4]
  - Введён в эксплуатацию Оршанский инструментальный завод по распоряжению правительства СССР как специализированное предприятие по обеспечению металлообрабатывающим инструментом и станочным оборудованием предприятий всего Советского Союза[48].
  - Принята на вооружение ракета Х-23 для самолетов типа МиГ-23, МиГ-27, Су-17, Су-22, Су-24, Як-28.
  - Автоматические комплексы «Вятка-30» для обучения и приема экзаменов у шоферов выпущены на «Кировском электромашиностроительном заводе им. И. И. Лепсе»[10][49].

### Февраль
- 1 февраля
  - Торжественное заседание в Северо-Осетинской АССР в честь вручения республике ордена Дружбы народов согласно Указу Президиума Верховного Совета СССР от 29 декабря 1972 г. № 3766-VIII. Награждение провел секретарь ЦК КПСС Долгих В. И.[50].
  - Торжественное заседание в Таймырском (Долгано-Ненецком) национальном округе в честь вручения национальному округу ордена Дружбы народов согласно Указу Президиума Верховного Совета СССР от 29 декабря 1972 г. № 3789-VIII[50].
- 2 февраля
  - Подписана Советско-кубинская декларация[51][52]
  - Торжественное заседание в Якутской АССР в честь вручения республике ордена Дружбы народов согласно Указу Президиума Верховного Совета СССР от 29 декабря 1972 г. № 3772-VIII. Награждение провел заместитель Председателя Совета Министров СССР В. Н. Новиков[53].
  - Победу на Чемпионате Европы по фигурному катанию среди пар одержали представители СССР Ирина Роднина и Александр Зайцев, в танцах вновь стали Людмила Пахомова и Александр Горшков.
  - Открытие Дворца Спорта в Волгограде.
- 3 — 5 февраля — Визит в Вашингтон Министра иностранных дел СССР А. А. Громыко для встречи с Президентом США Ричардом Никсоном и Государственным секретарем США, помощником президента США по национальной безопасности Генри Киссинджером по вопросам международной безопасности и двухсторонних советско-американских отношений[54].
- 4 февраля
  - Торжественное заседание в Чечено-Ингушской АССР в честь вручения республике ордена Дружбы народов согласно Указу Президиума Верховного Совета СССР от 29 декабря 1972 г. № 3770-VIII. Награждение провел Заместитель Председателя Совета Министров СССР, Председатель Госплана СССР Байбаков Н. К.[55].
- 7 февраля 
  - Указ Президиума Верховного Совета СССР о награждении Академии наук СССР орденом Ленина за выдающиеся заслуги в развитии советской науки и культуры, подготовке высококвалифицированных научных кадров, укрепления экономической и оборонной мощи страны и в связи с 250-летием со дня основания[56].Почтовая марка СССР, 1974 год: 
 250 лет АН СССР
  - Указ Президиума Верховного Совета СССР награждении журнала ЦК ВЛКСМ «Смена» Орденом «Знак почета» за плодотворную работу по коммунистическому воспитанию молодежи, мобилизации юношей и девушек на выполнение задач хозяйственного и культурного строительства[56].
  - Указ Президиума Верховного Совета СССР награждении юго-осетинской областной газеты «Советон Ирыстон» («Советская Осетия») Орденом «Знак почета» за плодотворную работу по коммунистическому воспитанию трудящихся Юго-Осетинской автономной области, мобилизации их на выполнение задач хозяйственного и культурного строительства[56].
- 8 — 19 февраля — Официальный визит в СССР делегации парламента Ирана во главе с председателем сената Джафаром Шариф-Эмами и встреча с членами ВС СССР Я. С. Насриддиновой и А. П. Шитиковым. После поездки по СССР переговоры с Председателем Президиума Верховного Совета СССР Н. В. Подгорным[57][58].
- 9 февраля
  - Торжественное заседание в Бурятской АССР в честь вручения республике ордена Дружбы народов согласно Указу Президиума Верховного Совета СССР от 29 декабря 1972 г. № 3758-VIII[59]. Награждение провел член ЦК КПСС, заместитель Председателя Президиума Верховного Совета СССР и Председатель Президиума Верховного Совета РСФСР Яснов М. А.[60].
  - Торжественное заседание в Усть-Ордынском Бурятском национальном округе в честь вручения национальному округу ордена Дружбы народов согласно Указу Президиума Верховного Совета СССР от 29 декабря 1972 г. № 3790-VIII[60].
  - Торжественное заседание в Коми-Пермяцком национальном округе в честь вручения национальному округу ордена Дружбы народов согласно Указу Президиума Верховного Совета СССР от 29 декабря 1972 г. № 3786-VIII[60].
- 10 февраля — Торжественное заседание в Ханты-Мансийскомнациональном округе в честь вручения национальному округу ордена Дружбы народов согласно Указу Президиума Верховного Совета СССР от 29 декабря 1972 г. № 3791-VIII[61].
- 11 — 12 февраля — Визит в Москву Министра иностранных дел Польши Стефана Ольшовского и переговоры с А. А. Громыко[62].
- 12 февраля
  - Арестован Александр Солженицын и обвинён в измене Родине по статье 64 УК РСФСР. Решение было принято после выхода в Париже его романа «Архипелаг ГУЛАГ» в декабре 1973 года.
  - Торжественное заседание в Каракалпакской АССР в честь вручения республике ордена Дружбы народов согласно Указу Президиума Верховного Совета СССР от 29 декабря 1972 г. № 3773-VIII. Награждение провел кандидат в члены Политбюро ЦК КПСС Первый секретарь Центрального Комитета Коммунистической партии Узбекской ССР Рашидов Ш. Р.[63].
- 13 февраля — Александр Солженицын (1918—2008) выслан из СССР (доставлен в ФРГ на самолёте). Указом Президиума Верховного Совета СССР был лишен гражданства и выдворен за пределы страны писатель-антисоветчик А. И. Солженицын[64].
- 14 февраля
  - Издан приказ начальника Главного управления по охране государственных тайн в печати при Совете министров СССР «Об изъятии из библиотек и книготорговой сети произведений Солженицына А. И.». Архив и военные награды писателя помог тайно вывезти за рубеж помощник военного атташе США Вильям Одом.
  - Торжественное заседание в Агинском Бурятском национальном округе в честь вручения национальному округу ордена Дружбы народов согласно Указу Президиума Верховного Совета СССР от 29 декабря 1972 г. № 3785-VIII. Награждение провел член ЦК КПСС, заместитель Председателя Президиума Верховного Совета СССР и Председатель Президиума Верховного Совета РСФСР Яснов М. А.[65].
  - Торжественное заседание в Корякском национальном округе в честь вручения национальному округу ордена Дружбы народов согласно Указу Президиума Верховного Совета СССР от 29 декабря 1972 г. № 3787-VIII. Награждение провел член ЦК КПСС, Первый заместитель Председателя Совета министров РСФСР Школьников А. М.[65].
- 15 февраля
  - Торжественное заседание в Марийской АССР в честь вручения республике ордена Дружбы народов согласно Указу Президиума Верховного Совета СССР от 29 декабря 1972 г. № 3764-VIII. Награждение провел секретарь ЦК КПСС К. Ф. Катушев[66].
- 15 — 18 февраля
  - Визит во Францию Министра иностранных дел СССР А. А. Громыко для встречи с президентом Франции Жоржем Помпиду и министром иностранных дел Франции Мишелем Жобером по решению международных вопросов. Достигнуты договоренность о встречи руководителей государств в марте в СССР[67].
  - Неофициальный визит в СССР президента Финляндии Урхо Кекконена и переговоры с Председателя Совета Министров СССР А. Н. Косыгиным, Председателем Президиума Верховного Совета СССР Н. В. Подгорным. Обсуждение торгово-экономических и международных вопросов [68].
- 17 февраля — Вступил в строй новый газопровод Оренбург — Куйбышев.
- 18 февраля
  - Торжественное заседание в Абхазской АССР в честь вручения республике ордена Дружбы народов согласно Указу Президиума Верховного Совета СССР от 29 декабря 1972 г. № 3774-VIII[68].
  - Торжественное заседание в Ненецком национальном округе в честь вручения национальному округу ордена Дружбы народов согласно Указу Президиума Верховного Совета СССР от 29 декабря 1972 г. № 3788-VIII[68].
- 18 — 22 февраля — Официальный визит в Италию члена Политбюро ЦК КПСС, министра иностранных дел СССР А. А. Громыко для встречи с президентом Италии Джованни Леоне и министром иностранных дел Италии Альдо Моро. Подписание 19 февраля 1974 года соглашения между Правительством СССР и Правительством Италии о научном и техническом сотрудничестве. Во время визита в Рим А. А. Громыко посетил Ватикан и встретился с Папой Римским Павелом VI. Обсудив вопросы, связанные с поддержанием мира и разрядкой международной напряженности[69][70].
- 20 февраля
  - Указ Президиума Верховного Совета СССР о награждении Косыгина Алексея Николаевича за большие заслуги перед Коммунистической партией и Советским государством и в связи с 70-летием со дня рождения второй золотой медалью Серп и Молот и шестым Орденом Ленина[71][72].
  - Владимира Войновича исключен из Союза писателей (состоял в союзе писателей с 1962 года)
  - На химическом комбинате им. Ленинского комсомола в Северодонецке запущен крупный комплекс по производству аммиака.[4][71]
- 20 — 26 февраля — Первое заседание советско-американского технико-экономического совета. Советскую делегацию возглавляли заместитель Министра внешней торговли СССР Алхимов В. С. и первый заместитель министра среднего машиностроения СССР и начальник Главного управления по использованию атомной энергии Петросьянц А. М.[71]. Подписан протокол о планах реализации сотрудничества в области ядерного синтеза, реакторов на быстрых нейтронах и исследование фундаментальных свойств материи[73].
- 21 февраля
  - Торжественное заседание в Нахичеванской АССР в честь вручения республике ордена Дружбы народов согласно Указу Президиума Верховного Совета СССР от 29 декабря 1972 г. № 3776-VIII. Награждение провел Первый секретарь ЦК Компартии Азербайджанской ССР Г. А. Алиев[70].
  - Торжественное заседание в Еврейском автономной области в честь вручения автономной области ордена Дружбы народов согласно Указу Президиума Верховного Совета СССР от 29 декабря 1972 г. № 3781-VIII[70].
  - В Хромтау на Донском горно-обогатительном комбинате вступила в строй первая в стране фабрика по обогащению хромовых руд[70].
- 22 февраля
  - Торжественное заседание в Аджарской АССР в честь вручения республике ордена Дружбы народов согласно Указу Президиума Верховного Совета СССР от 29 декабря 1972 г. № 3775-VIII. Награждение провел Первый секретарь ЦК Компартии Грузинской ССР Э. А. Шеварднадзе[74].
  - Торжественное заседание в Ямало-Ненецком национальном округе в честь вручения национальному округу ордена Дружбы народов согласно Указу Президиума Верховного Совета СССР от 29 декабря 1972 г. № 3794-VIII[74].
  - В Анкаре торговыми делегациями СССР и Турции подписан протокол о товарообороте между странами на 1974 год. Увеличение товарооборота вдвое по сравнению с 1973 годом[74].
  - Вступил в строй новый газопровод Пермь — Ижевск протяженностью 247 километров. В столицу Удмуртии пришел сибирский газ[74].
- 24 февраля
  - Открытие центра олимпийской подготовки по зимним видам спорта «Раубичи»
  - Завершено строительство второй нитки газопровода север Тюменской области — Урал. Пуском 1570-километровой магистрали закончился этап создания сети охватывающей все экономические районы страны. Впервые применены трубы диаметром 1420 миллиметров[75].
- 25 февраля
  - Указ Президиума Верховного Совета СССР о награждении Восточного пограничного округа Комитета государственной безопасности при Совете Министров СССР за большой вклад в дело охраны и защиты Государственной границы, успехи в боевой и политической подготовке орденом Красного Знамени [76].
  - Торжественное заседание в Нагорно-Карабахской автономной области в честь вручения автономной области ордена Дружбы народов согласно Указу Президиума Верховного Совета СССР от 29 декабря 1972 г. № 3783-VIII[76].
- 25 — 27 февраля — Визит в СССР заместителя генерального секретаря Регионального руководства ПАСВ Ирака, заместитель председателя Совета революционного командования Ирака Саддама Хусейна и встреча его с генеральным секретарем ЦК КПСС Л. И. Брежневым и Председателем Совета Министров СССР А. Н. Косыгиным. Обсуждение вопросов сотрудничества стран и положение на Ближнем Востоке[77].
- 26 февраля
  - В Ижевске Металлургическому заводу вручен Орден Октябрьской Революции.
- 26 — 28 февраля
  - 66 заседание Исполнительного комитета СЭВ в Москве. Подписано соглашение о сотрудничестве по строительству линии ЛЭП Винница -  Альбертирша[англ.] 750 кВ и подстанций Винница, «Западноукраинская» и Альбертирша. Строительство началось в 1975 году, а в эксплуатацию она была введена в 1979 году.[73][78]
  - Первое заседание советско-американского торгово-экономического совета. Советскую делегацию возглавляли Министр внешней торговли СССР Патоличев Н. С.. Переговоры с Президентом США Ричардом Никсоном и помощником президента США по экономическим вопросам, министром финансов США Джорджом Шульцом. Решение организационных вопросов образованного Совета. Целью совета определено содействие развитию взаимовыгодных торгово-экономических отношений[73].
- 27 февраля
  - Постановление ЦК КПСС, Совмина СССР, ВЦСПС, ЦК ВЛКСМ "Об утверждении единого общесоюзного знака «Ударник девятой пятилетки» и «Об учреждении знака „Победитель социалистического соревнования“ 1974 года» и Положений к знакам[79]. Ударник 9 пятилетки
  - Советский самолёт Ан-24ЛР совершил вынужденную посадку в аэропорту Гамбелл на острове Святого Лаврентия. После дозаправки он смог благополучно взлететь.
  - Визит в СССР министра по особым поручениям ФРГ Эгона Бара и встреча его с генеральным секретарем ЦК КПСС Л. И. Брежневым[77].
- 27 февраля — 2 марта
  - Официальный визит в Сирию Министра иностранных дел СССР А. А. Громыко для встречи с президентом Сирии Хафеза Асада[78].
  - Чемпионате мира по биатлону. Впервые проводится в СССР в Минске во новом центре «Раубичи». Установлен рекорд на Чемпионатах мира по биатлону в эстафете — сборная СССР завоевала пятую подряд золотую медаль. Впервые разыграны медали в спринтерских гонках у мужчин.
- 28 февраля — Указ Президиума Верховного Совета СССР о назначении Мелентьева Юрия Серафимовича министром культуры РСФСР. В связи с выходом на пенсию Кузнецова Н. А.[80].
- Без точной даты
  - Завершение строительства и ввод в эксплуатацию первой очереди Бухарский хлопчатобумажный комбинат.[81]

### Март
- 1 марта
  - Указом Президиума Верховного Совета СССР Кемеровский коксохимический завод был награжден орденом Трудового Красного Знамени.
  - В Магадане на 56-м км трассы открылся новый аэровокзал, в котором одновременно могли разместиться 400 пассажиров. Среднесуточная пропускная способность — 10 тыс. чел.[82]
- 1 — 5 марта — Официальный визит в Египет Министра иностранных дел СССР А. А. Громыко для встречи с президентом Египта Анваром Садатом[78] и председателем исполкома Организации освобождения Палестины Ясиром Арафатом[83]. Согласована помощь от СССР в восстановительных работах АРЕ, в том числе и на Суэцком канале[84].
- 4 марта
  - Посол США в СССР Уолтер Стессел вручил в Кремле верительную грамоту Председателю Президиума Верховного Совета СССР Н. В. Подгорному. Назначен послом США в СССР до 13 сентября 1976 года[83].
  - Указ президиума Верховного Совета СССР о награждении газеты «Ци́ня» (с латыш. — «Борьба») Орденом Октябрьской Революции в связи с 70-летием республиканской газеты и отмечая ее большие заслуги в коммунистическом воспитании трудящихся Латвийской ССР, мобилизации их на выполнение задач хозяйственного и культурного строительства[83].
- 5 — 10 марта — Чемпионат мира по фигурному катанию, проходил в Мюнхене. Победу среди пар одержали представители СССР Ирина Роднина и Александр Зайцев, а в танцах в пятый раз подряд чемпионами стали Людмила Пахомова и Александр Горшков.
- 5 марта — Посол США в СССР Уолтер Стессел в Кремле встретился с Генеральным секретарем ЦК КПСС Леонидом Брежневым[84].
- 5 — 7 марта — Повторный визит в Сирию министра иностранных дел СССР А. А. Громыко для встречи с президентом Сирии Хафеза Асада. Обсуждение вопроса урегулирование конфликта на Ближнем Востоке[85].
- 11 марта — Встреча в Пицунде Генерального секретаря ЦК КПСС Л. И. Брежнева с Первым секретарем ЦК Компартии Грузинской ССР Э. А. Шеварднадзе.
- 11 — 14 марта — Визит в Москву делегации Австрии, возглавляемой министром торговли, коммерции и промышленности Йозефом Штарибахером[нем.] для участия в VI сессии по экономическому и научно-техническому сотрудничеству. Советскую сторону возглавлял Министр внешней торговли СССР Патоличев. Обсуждение развитие 10-летних соглашений подписанных 1 февраля 1973 года[86].
- 12 — 13 марта — Встреча Генсека ЦК КПСС Леонида Брежнева в Пицунде с президентом Франции Жоржем Помпиду третий визит в СССР[87] (последняя официальная встреча президента Франции — 2 апреля 1974 года он скончается). Во время встречи Помпиду испытывал настолько тяжёлые кровотечения, что едва мог проводить переговоры.
- 12 марта
  - Советская автоматическая межпланетная станция (АМС) «Марс-6» серии М-73 по программе «Марс» запущенная 5 августа 1973 года. Спускаемый аппарат «Марса-6» совершил посадку на планету, впервые передав данные о параметрах марсианской атмосферы, полученные во время снижения.[88]
  - Комплекс Д-9 с двухступенчатой баллистической ракетой Р-29 для подводных лодок был принят на вооружение согласно постановлению Совета Министров № 177-67[89]
- 14 — 16 марта — Визит Генерального секретаря ЦК КПСС Л. И. Брежнева в Алма-Ату[86][90]
- 15 марта
  - Завершился Чемпионат СССР по хоккею с шайбой 1973/1974 годов чемпионом страны стали «Крылья Советов» Москва.
  - В Алма-Ате на торжественном заседании, посвященном 20-летию освоения целинных и залежных земель Л. И. Брежнева выступает с речью о планах развития СССР. Дальнейшие развитие целинных земель, животноводства, оборудования и техники. Впервые сказано о начале строительства нового технологического проекта Байкало-Амурская магистраль «важнейшей стройкой девятой пятилетки»[91]

«Байкало-Амурская магистраль — железная дорога, которая пересечёт всю Восточную Сибирь и Дальний Восток… Вдоль неё вырастут посёлки и города, промышленные предприятия и рудники… Эта стройка станет всенародной. В ней примут участие все республики и, в первую очередь, наша молодёжь…»
- 18 марта
  - Визит в СССР второго секретаря ЦК Коммунистической партии Кубы, министра Революционных вооружённых сил Кубы Рауля Кастро Рус и встреча с Генсеком ЦК КПСС Леонидом Брежневым[93]
  - Указом Президиума Верховного Совета СССР о награждении журнала «Плановое хозяйство» орденом Трудового Красного Знамени за плодотворную работу по пропаганде экономической политики КПСС, активное участие в разработке вопросов теории и совершенствовании практики социалистического планирования[93].
- 18 — 22 марта
  - Пребывание в СССР делегации ГДР во главе с заместителем председателя Совета Министров и председатель Государственной плановой комиссии Герхардом Шюрером. XV заседание межправительственной комиссии[93].
- 18 — 25 марта
  - Официальный визит Председателя Норвежской рабочей партии, премьер-министра Норвегии Трюгве Браттели в СССР и встреча с Генсеком ЦК КПСС Леонидом Брежневым. Подписано соглашение между СССР и Норвегией о судоходстве[93][94][95].
- 19 марта — Неофициальный визит в СССР на отдых и лечение премьер-министра Бангладеш шейха Муджибура Рахмана[96].
- 19 — 22 марта — Визит в СССР делегации ПТВ и правительства ДРВ во главе с членами Политбюро ЦК ПТВ, премьер-министром ДРВ Фам Ван Донгом и заместителем премьер-министра Нгуен Зуй Чинем в Москву. Встреча и переговоры с Председателем Совета министров СССР Косыгиным А. Н.[97].
- 20 марта
  - ЦК КПСС принял Постановление ЦК КПСС и Совета Министров СССР от 20.03.1974 N 206 «О мерах по дальнейшему развитию сельского хозяйства Нечерноземной зоны РСФСР».[98]
  - В Москве между СССР и Афганистаном подписана программа культурного и научного сотрудничества на 1974—1975 годы[97].
  - Посол Японии в СССР Акира Сигэмицу[яп.] после назначения на должность посла встретился в Кремле с Генеральным секретарем ЦК КПСС Брежневым[97].
  - Открыто первое в 1974 году нефтяное месторождение Нижне-сортымское геологами Сургутской нефтеразведочной экспедиции. Нефть получена из первой же скважины[97].
- 20 — 29 марта — Визит в СССР делегации МНР Великого народного хурала, возглавляемой Председателем хурала Нямын Лувсанчултэм и встреча с членами ВС СССР Я. С. Насриддиновой и А. П. Шитиковым[99].
- 21 марта
  - Брежневу присвоено воинское звание генерала армии (минуя звание генерал-полковника)[100].[101]
  - Указ Президиума Верховного Совета СССР о назначении И. В. Архипова заместителем Председателя Совета Министров СССР[99].
- 22 марта
  - В Хельсинки представителями 7 стран подписана Конвенция по защите морской среды Балтийского моря[102].
  - Подписано соглашение о научно-техническом сотрудничестве между ГКНТ СССР и компанией Philip Morris International о сотрудничестве в производстве табачных изделий, химикатов, бумаги, упаковочных материалов и взаимный обмен научно-технической информацией[102].
  - Указом Президиума Верховного Совета СССР о награждении Всесоюзного государственного проектного института «Теплоэлектропроект» орденом Октябрьской Революции за большой вклад в развитие энергетики СССР[102].
- 22 — 26 марта
  - Визит в Ирак министра обороны СССР Гречко А. А. и встреча с Президентом Ирака Ахмедом Хасан аль-Бакром и с заместитель председателя Совета революционного командования Ирака Саддамом Хусейном. Обсуждалось положение на Ближнем Востоке и взаимодействие стран в обеспечении безопасности[103].
  - В Министерстве внешней торговли СССР проходили переговоры руководителей советско-японских комитетов по экономическому сотрудничеству советскую сторону возглавлял первый заместитель Министра внешней торговли СССР И. Ф. Семичастнов и японской стороны президент федерации экономических организаций Японии[англ.] Когоро Уэмура[яп.]. Подписан меморандум по вопросам финансирования, а также сотрудничества в разработке и поставке природного газа и нефти в Сибири и на Дальнем Востоке[95].
- 23 марта — На Донецком металлургическом заводе имени Ленина подписан акт государственной комиссии о вводе в действие комплекса заготовочного стана 950/900[104][105].
- 24 — 28 марта — Визит Государственного секретаря США и Советника по национальной безопасности Генри Киссинджера в Москву для встречи с Генсеком ЦК КПСС Леонидом Брежневым по вопросу подготовки визита президента США Ричарда Никсона в СССР[95][106].
- 25 марта
  - Встреча Генерального секретаря ЦК КПСС Брежнева с руководителями японско-советского комитета по экономическому сотрудничеству — президентом федерации экономических организаций Японии[англ.] Когоро Уэмура[яп.], президента торгово-промышленной палаты Японии С. Нагано по вопросам расширения сотрудничества[95].
  - Указы Президиума Верховного Совета СССР «Об избирательных округах по выборам в Совет Союза»[95] и «Об избирательных округах по выборам в Совет Национальностей»[103].
  - На экраны Советского союза вышел фильм «Калина красная» режиссёра и сценариста Василия Шукшина (последняя режиссёрская работа), снятый по его одноимённой повести на киностудии «Мосфильм». Признан лучшим фильмом 1974 года в СССР.
- 29 марта
  - Указ Президиума Верховного Совета СССР о награждении Героя Социалистического Труда конструктора самолетов академика Ильюшина Сергея Владимировича за исключительные заслуги в развитии авиационной науки и советского самолетостроения и в связи с 80-летием со дня рождения третьей золотой медалью «Серп и Молот» и восьмым Орденом Ленина[107]
  - Указ Президиума Верховного Совета СССР «Об утверждении состава Центральной избирательной комиссии по выборам в Верховный Совет СССР девятого созыва». Председателем ЦИК назначен П. Н. Федосеев, заместителем председателя В. В. Николаева-Терешкова[108]
  - Президиум Верховного Совета СССР образовал общесоюзное Министерство промышленности средств связи СССР[107].

### Апрель
- 2 — 8 апреля — V съезд Союза композиторов СССР[109][110].
- 4 апреля — Распоряжение Совета Министров РСФСР № 454-р о сооружении в Уфе памятника А. М. Матросову и Губайдуллину. Расположенного в Черниковка, парк Победы[111].
- 5 апреля — Указ Президиума Верховного Совета СССР о присвоении звания Героя Социалистического Труда члену Политбюро ЦК КПСС, первому заместителю Председателя Совета министров СССР Мазурову Кириллу Трофимовичу за большие заслуги перед Коммунистической партией и Советским государством и в связи с 60-летием со дня рождения с вручением пятого ордена Ленина и золотой медали «Серп и Молот»[112].
- 5 — 8 апреля — Официальный визит во Францию правительственной делегации во главе с Председателем Президиума Верховного Совета СССР Н. В. Подгорным на траурную церемонию по случаю кончины президента Франции Жоржа Помпиду[113].
- 7 — 10 апреля — Визит в Москву представителей Министерства торговли США возглавляемых министром Фредериком Дентом для открытия выставки «Станки США — 74» и встречи с Генеральным секретарем ЦК КПСС Брежневым[114][115].
- 8 апреля
  - Размыв в Петербургском метрополитене. Техногенная авария на перегоне между станциями «Лесная» и «Площадь Мужества» Кировско-Выборгской линии
  - Указ Президиума Верховного Совета СССР о назначении Плешакова Пётра Степановича министром радиопромышленности СССР[113].
- 9 апреля
  - Перед вылетом из Москвы премьер-министр Бангладеш шейх Муджибур Рахман находившейся на отдыхе и лечении в СССР с 19 марта провел переговоры с Генеральным секретарем ЦК КПСС Брежневым[115].
  - Спущен на воду на судостроительном заводе «Залив» в Керчи первый советский супертанкер «Крым»[115].
- 9 — 16 апреля — VI-я специальная сессия Генеральной Ассамблеи ООН в США. Участие советской делегации во главе с Министром иностранных дел СССР А. А. Громыко. Обсуждение проблем сырья и экономического развитии государств[113].
- 10 апреля
  - Указ Президиума Верховного Совета СССР о награждении атомного ледокола Ленин Мурманского морского пароходства орденом Ленина за большой вклад в обеспечение арктических перевозок народнохозяйственных грузов и использование атомной энергии в мирных целях[116].
  - Указом Президиума Верховного Совета СССР о награждении журнала «Пионер» орденом Трудового Красного Знамени за плодатворную работу по коммунистическому воспитанию пионеров и школьников, участие в развитии советской детской литературы[116].
- 11 апреля
  - Указ Президиума Верховного Совета СССР о назначении Первышина Эрлена Кириковича министром промышленности средств связи СССР[117].
- 11 — 16 апреля — Официальный визит в СССР партийно-правительственной делегации Сирии во главе с Генеральным секретарем Партии арабского социалистического возрождения, Президентом Сирийской Арабской Республики, товарищем Хафезом Асадом. Подписание совместных советско-сирийских соглашений о дальнейшем развитии экономического и технического сотрудничества, план культурного и научного сотрудничества на 1974—1975 годы, а также протокол товарооборота на 1974 год[118][119][120].
- 12 апреля — Образован Гостелерадиофонд России.
- 12 апреля — 19 апреля — VII Всесоюзный кинофестиваль в Баку. Главная премия досталась фильму Василия Шукшина «Калина красная». Калина красная
- 16 апреля
  - Указ Президиума Верховного Совета СССР о награждении журнала «Коммунист» орденом Ленина за активное участие в идейно-теоретитеской жизни партии, большие заслуги в пропаганде марксизма — ленинизма, внутренней и внешней политики КПСС и Советского государства[121].
  - Электрификация самой северной в мире железной дороги Норильск — Дудинка на заключительном участке Алыкель — Дудинка-Сортировочная и прошёл первый грузовой состав, ведомый электровозом.[122]
- 17 — 18 апреля — Совещание в Варшаве политического консультационного комитета государств участников Варшавского договора. Обсуждался вопрос «Современный этап борьбы за европейскую безопасность и разрядку международной напряженности». Советскую делегацию возглавлял Генеральный секретарь ЦК КПСС Брежнев[123]
- 18 апреля — Указом Президиума Верховного Совета СССР о награждении орденом Октябрьской Революции Центральной киностудии детских и юношеских фильмов имени Максима Горького за большие заслуги в развитии советского киноискусства[123].
- 19 — 25 апреля — Визит в СССР по приглашению парламентской группы СССР американского политика, сенатор США Эдварда Кеннеди (брат президента США Джона Кеннеди) и встреча его с Генсеком ЦК КПСС Леонидом Брежневым по вопросу советско-американских отношений и ряда международных проблем[124].
- 20 апреля
  - Всесоюзный коммунистический субботник[125].
  - Победа сборной СССР на чемпионате мира по хоккею с шайбой проходившем в Хельсинки (с 5 апреля по 20 апреля).
- 21 апреля — Постановление ЦК КПСС и Совета Министров СССР о присуждении Ленинской премии 1974 года в области науки и технике, в области литературы, искусства и архитектуры, а так же в закрытой части постановления[126].
- 22 — 28 апреля — Визит в СССР по приглашению правительства СССР министра иностранных дел Нидерландов Макса ван дер Стула и встреча с министром иностранных дел СССР А. А. Громыко[127].
- 23 — 25 апреля — 67 заседание Исполнительного комитета СЭВ в Москве. Подписано соглашение о развитии на территории СССР производства железосодержащего сырья и отдельных видов ферросплавов[128].
- 23 — 27 апреля — XVII съезд ВЛКСМ. Строительство Байкало-Амурской Железнодорожной магистрали объявлено Всесоюзной комсомольской ударной стройкой. Создан Центральный штаб ЦК ВЛКСМ по шефству над БАМ во главе с секретарем ЦК ВЛКСМ и членом президиума Совета Министров СССР Д. Н. Филипповым.[14] XVII съезд. 50 лет ВЛКСМ, 27 апреля 1974 г., Кремлёвский Дворец съездов
- 24 апреля
  - Встреча в Москве Первого секретаря ЦК МНРП, Председателя Совета Министров МНР Юмжагийн Цеденбала с Генсеком ЦК КПСС Леонидом Брежневым[129].
  - Визит в Москву председателя ассоциации японо-советской дружбы парламента Японии Хирохида Исида и встреча с Генеральным секретарем ЦК КПСС Брежневым[130].
- 25 апреля
  - Визит в Москву американского общественного деятеля, председателя правления банка Chase Manhattan Bank Дэвида Рокфеллера и переговоры с Председателем Совета министров СССР Косыгиным А. Н. по вопросу развития советско-американских торгово-экономических связей[128].
  - В Москве подписано соглашение о морском судоходстве между СССР и Ираком[128].
- 25 — 26 апреля — Неофициальный визит в СССР заместителя премьер-министра и министра иностранных дел Финляндии Ахти Карьялайнена и переговоры с Генеральным секретарем ЦК КПСС Брежневым и Министром иностранных дел СССР А. А. Громыко. Обсуждение развитие дальнейшего сотрудничества и международные вопросы[131].
- 26 апреля — Состоялся вывод из цеха и успешный спуск на воду К-472 (заводской номер — 338) — советский ракетный подводный крейсер стратегического назначения, корабль проекта 667Б «Мурена».
- 27 апреля — Катастрофа Ил-18 под Ленинградом — крупнейшая в Ленинградской области (109 погибших).
- 28 апреля —На Новочебоксарском производственном объединении «Химпром», где производилось химическое оружие, на складе готовой продукции в цехе № 83 произошел серьезный пожар. Сгорело много авиационных бомб, начиненных опасным и токсичным V-газом, и в окружающую среду попало несколько тонн отравляющих веществ. Лишь по счастливой случайности и благодаря усилиям рабочих эта техногенная катастрофа не приобрела еще большего масштаба — авария не вырвалась за пределы города.
- 29 апреля
  - Встреча в Женеве министра иностранных дел СССР А. А. Громыко с Государственным секретарем США и Советника по национальной безопасности Генри Киссинджера по вопросам международных отношений и подготовка соглашений к подписанию во время визита Президента США Ричарда Никсона в Москву[132].
  - Указ президиума Верховного Совета СССР о награждении «Ростовского электровозоремонтного завода» имени В. И. Ленина Министерства путей сообщения СССР Орденом Октябрьской Революции за большие производственные успехи и в связи с 100-летием со дня основания[132].
  - Указ президиума Верховного Совета СССР о награждении «Ленинградского монетного двора» Гознака Министерства финансов СССР орденом Трудового Красного Знамени за достигнутые производственные успехи и в связи с 250-летием со дня основания[132].
  - В Днепропетро́вске открылось новое здание аэровокзала пропускной способностью — 700 пассажиров в час. Ежедневно вылетало 80 самолетов[132].
- 30 апреля — Открытие построенного Новокузнецкого государственного цирка. Состоялось первое цирковое представление — «Ребята с Арбата».
- Без точной даты
  - Завершение строительства и ввод в эксплуатацию первой очереди рудника «Октябрьский» в Талнах Норильского горно-металлургического комбината имени А. П. Завенягина[124].
  - На Западно-Сибирском металлургическом заводе введен в эксплуатацию кислородно-конвертерный цех № 2[132].
  - Государственная комиссия досрочно приняла в эксплуатацию Дворец пионеров и школьников в Анадыре. Инициаторами строительства, получившего название «Операция „Чукотка“», выступили пионеры 57-й и 553-й школ г. Москвы. ЦК ВЛКСМ одобрил почин московской городской пионерской организации и объявил чукотский Дворец пионеров Всесоюзной ударной стройкой[133]
  - Начало эксплуатации нового здания Новосибирского речного вокзала.

### Май
- 3 мая — Открылось новое здание Государственного музея искусств Узбекистана. В 1966 году в результате землетрясения старое здание музея было разрушено[134].
- 5 — 7 мая
  - Визит в Москву правительственной делегации Аргентины во главе с министром экономики Аргентины Хосе Хельбардом[англ.] и переговоры с Генеральным секретарем ЦК КПСС Брежневым, Председателем Президиума Верховного Совета СССР Н. В. Подгорным и Председателем Совета министров СССР Косыгиным А. Н.. Л. И. Брежневу, Н. В. Подгорному и А. Н. Косыгину вручены награды Аргентинской Республики «Большой крест ордена Майской революции»[135].
  - Визит в Сирию члена Политбюро ЦК КПСС, министра иностранных дел СССР А. А. Громыко для встречи с президентом Сирии Хафезом Асадом и и председателем исполкома Организации освобождения Палестины Ясиром Арафатом. Обсуждение отвода войск и урегулирование сирийско-израильского конфликта[136].
  - Визит в Лондон советской правительственной торговой делегации во главе с первым заместителем министра внешней торговли СССР М. Р. Кузьминым. Подписано 10-летнее соглашение о развитии экономического, научно — технического и промышленного сотрудничества между СССР и Великобританией[137].
- 6 мая
  - Встреча в Москве делегации ЦК КПСС в составе с Генеральным секретарем ЦК КПСС Брежневым, секретарем ЦК КПСС М. А. Сусловым с делегацией Коммунистической партии США в составе с Генеральным секретарем Гэсом Холлом[136].
  - Президиум Верховного Совета РСФСР назначил первым заместителем Председателя Совета Министров РСФСР, председателем Государственной плановой комиссии РСФСР Н. И. Масленникова в связи с выходом на пенсию К. М. Герасимова[136].
- 7 мая
  - Встреча в Никосии Кипр министра иностранных дел СССР А. А. Громыко с Государственным секретарем США Генри Киссинджером по вопросам ближневосточных проблем (разъединение войск на сирийско-израильском фронте)[137].
  - Визит в Москву по приглашению советского правительства Председателя Федеральной резервной системы Артура Бёрнса и переговоры с Председателем Совета министров СССР Косыгиным А. Н. по вопросам связанных с международным валютно-финансовым положениям[137].
- 8 мая
  - Указом Президиума Верховного Совета СССР Среднеазиатский пограничный округ и Закавказский пограничный округ награждены орденом Красного Знамени за большой вклад в дело охраны государственной границы, успехи в боевой и политической подготовке[138].
  - Указом Президиума Верховного Совета СССР Общество германо-советской дружбы награждено орденом Дружбы народов за большие заслуги в укреплении и развитии дружбы и сотрудничества между народами Германской Демократической Республики и Советского Союза[139].
- 9 мая — В Чебоксарах состоялось торжественное открытие музея В. И. Чапаева.
- 11 мая — Катастрофа Ан-2 под Кахи (Азербайджан), погибло 8 человек.
- 12 — 13 мая — Визит в Москву Председателя Совета министров ГДР Хорста Зиндермана и переговоры с Генеральным секретарем ЦК КПСС Брежневыми и Председателем Совета министров СССР Косыгиным А. Н.[140].
- 13 мая — Указ Президиума Верховного Совета СССР о награждении журнала «Октябрь» орденом Трудового Красного Знамени за заслуги в развитии советской литературы и активное участие в коммунистическом воспитании трудящихся[141].
- 14 — 20 мая — Визит премьер-министра Ливийская Арабская Республика Абдель Салам Джеллуда в Москву. Встреча с Генсеком ЦК КПСС Леонидом Брежневым и переговоры с Председателем Совета министров СССР Косыгиным А. Н. по вопросу развития двухсторонних отношений и ситуации на Ближнем Востоке[142][143]. Заключено первое соглашение о больших поставках советского оружия в Ливию[144].
- 16 мая
  - Указ Президиума Верховного Совета СССР о присвоении звания Героя Социалистического Труда педагогу-репетитору Большого театра СССР, народной артистке СССР Галине Сергеевне Улановой за выдающиеся заслуги в развитии советской искусства, плодотворную педагогическую и общественную деятельность и наградить золотой медалью «Серп и Молот» и третьим Орденом Ленина[145].
  - Указ Президиума Верховного Совета СССР о присвоении звания Героя Социалистического Труда поэту Яну Судрабкалну (Судрабкалну Арвиду Карловичу) за большие заслуги в развитии советской литературы и в связи с 80-летием со дня рождения и наградить золотой медалью «Серп и Молот» и Орденом Ленина[145].
- 17 — 23 мая
  - Визит в СССР по приглашению правительства Министра иностранных дел Бангладеш Камаля Хоссейна[англ.] и переговоры с Председателем Совета министров СССР Косыгиным А. Н.[146].
  - IV сессия советско-американской комиссии по внешней торговле в Вашингтоне (США). Председатель комиссии Министр финансов США господин Уильям Саймон с советской стороны правительственную торговую делегацию возглавлял первый заместитель министра внешней торговли СССР М. Р. Кузьмин. Начало работы комиссии с мая 1972 года. Оборот торговли между странами составлял в 1971 году — 200 миллионов долларов, в 1972 году — 642 миллиона долларов и в 1973 году — около 1,5 миллиарда долларов. Американские представители, подтвердили намерения правительства США принять законодательства о недискриминационном тарифном режиме торговли с СССР, которое было предусмотрено в соглашении 1972 года. Закон не был принят и ограничения в торговле сохранились[147].
- 18 мая — Ереванский государственный театр пантомимы представила перед членами художественного совета Министерства культуры Армении свой первый полноценный спектакль. Признан профессиональным коллективом и включен в состав «Армконцерт».
- 19 — 26 мая — III сессия советско-английской комиссии по научно-техническому и торгово-экономическому сотрудничеству в Лондоне (Великобритания). Советскую правительственную делегацию возглавлял заместитель Председателя Совета министров СССР, Председатель Государственного комитета Совета Министров СССР по науке и технике В. А. Кириллин с английской стороны Государственный секретарь по торговле Англии Питер Шор[англ.]. Товарооборот между странами в 1973 году вырос на 30 % и составил 720 миллионов рублей (экспорт из СССР — 545 миллионов рублей и импорт в СССР — 175 миллионов рублей). Рассмотрены вопросы сотрудничества в крупных промышленных проектах[147].
- 20 — 24 мая — Официальный визит в СССР члена Президиума Союза коммунистов Югославии, союзного секретаря народной обороны СФРЮ генерал армии Никола Любичича по приглашению Министерства обороны СССР[148]. Встреча с Генсеком ЦК КПСС Леонидом Брежневым и переговоры с министром обороны СССР Гречко А. А. по вопросу развития двухсторонних отношений[149].
- 20 — 28 мая — По приглашению Президиума Верховного Совета с визитом СССР посетил глава государства и федерального военного правительства, главнокомандующий вооружёнными силами Нигерии Якубу Говона. Прошли переговоры с Генсеком ЦК КПСС Л. И. Брежневым и членами Политбюро ЦК КПСС по вопросу развития двухсторонних отношений и международных отношений[150][151].
- 20 — 30 мая
  - III Международный кинофестиваль стран Азии и Африки в Ташкенте.
  - Первый официальный визит в США делегации Верховного Совета СССР во главе с Секретарем ЦК КПСС, председателем Международного отдела ЦК КПСС по связям с коммунистическими партиями капиталистических стран, председателя комиссии по иностранным делам Совета Национальностей Верховного Совета СССР Б. Н. Пономарёвым и переговоры с президентом США Ричардом Никсоном, а так же с членами американского конгресса[148].
- 21 мая
  - Открытие общественного транспорта в виде скоростного трамвая Новополоцкий трамвай в Новополоцке.
  - Образована фабрика «Липецкие узоры», ныне ЗАО "Народный художественный промысел фабрика «Липецкие узоры».
- 22 мая
  - Указом Президиума Верховного Совета СССР ратифицирован договор между СССР и Чехословацкой Социалистической Республикой о режиме советско-чехословацкой границы, сотрудничестве и взаимной помощи по пограничным вопросам, подписанный в Праге 10 февраля 1973 года[147].
  - Указом Президиума Верховного Совета СССР Омский драматический театр награжден орденом Красного Знамени за заслуги в области театрального искусства и в связи со 100-летием со дня образования[146].
- 23 мая — Катастрофа Як-40 под Киевом.
- 24 мая — Указ Президиума Верховного Совета СССР о присвоении звания Героя Социалистического Труда члену АМН СССР Андрею Владимировичу Снежневскому за большие заслуги в развитии медицинской науки и здравоохранении и в связи с 70-летием со дня рождения и наградить золотой медалью «Серп и Молот» и Орденом Ленина[149].
- 24 — 31 мая — В Киеве проходил Всесоюзный фестиваль искусств «Киевская весна-74».[4]
- 27 мая — Вступил в строй новый железнодорожный вокзал, расположенный в городе Алма-Ата. Вокзальный комплекс спроектирован архитекторами С. О. Мхиторян, З. М. Солдатовой и другими[152]
- 27 — 29 мая — Повторный визит в Сирию члена Политбюро ЦК КПСС, министра иностранных дел СССР А. А. Громыко для встречи с президентом Сирии Хафезом Асадом. Подготовка к подписанию соглашения между Сирией и Израилем о разъединении войск[153].
- 27 — 31 мая — Визит в Алжир министра обороны СССР Гречко А. А. и встреча с Председателя Революционного Совета и Председателя Совета министров АНДР Хуари Бумедьен. Обсуждалось положение на Ближнем Востоке и взаимодействие стран в обеспечении безопасности[154].
- 28 мая — 1 июня — Визит Федерального канцлера Австрийской Республики Бруно Крайского в СССР. Переговоры с членом Политбюро ЦК КПСС, Председателем Совета Министров СССР А. Н. Косыгиным.[155]
- 30 мая
  - Государственный биологический природный заказник регионального значения «Красногорский» расположен в Томаринском городском округе. Создан решением Сахалинского облисполкома № 297 от 30.05.1974 г. в соответствии с Конвенцией между СССР и Японией от 10.10.1973 г. по охране перелётных птиц, находящихся под угрозой исчезновения, а также среды их обитания, с целью охраны мест гнездовий и массового скопления при перелётах водоплавающих птиц, воспроизводства редких и исчезающих видов птиц, а также ценных в хозяйственном отношении видов животных. Площадь заказника 5 700 гектаров.
  - Указом Президиума Верховного Совета СССР о награждении орденом Октябрьской Революции Центрального Музея революции СССР за активную пропаганду достижений социализма и плодотворную работу трудящихся на революционных, боевых и трудовых традициях Коммунистической партии и советского народа[156][157].
  - Указом Президиума Верховного Совета СССР о награждении орденом Ленина Азербайджанского государственного академического драматического театра имени М. Азизбекова за большие заслуги в развитии советского театрального искусства[157].
- 31 мая
  - Указом Президиума Верховного Совета СССР о награждении орденом Ленина Центра́льный музе́й В. И. Ле́нина за большие заслуги по пропаганде ленинских идей, коммунистическому воспитанию трудящихся на примере жизни и деятельности В. И. Ленина, на революционных, боевых и трудовых традициях КПСС и советского народа[154].
  - Указ Президиума Верховного Совета СССР о присвоении звания Герою Социалистического Труда академику АН СССР Анатолию Аркадьевичу Благонравову за выдающиеся заслуги в развитии науки и техники и в связи с 80-летием со дня рождения и наградить второй золотой медалью «Серп и Молот» и пятым Орденом Ленина[154].
  - Открыт памятник А. С. Пушкину в Калинине. Скульптора О. К. Комова, архитекторов Н. И. Комовой и В. А. Фролова в виде фигуры поэта на пьедестале с решёткой и плащом, в Городском саду на правом берегу Волги.
- Без точной даты
  - Разрешено выехать за пределы СССР музыканту Мстиславу Ростроповичу с женой певицей Галиной Вишневской и детьми за границу на длительный срок, что было оформлено как командировка Министерства культуры СССР[158]

### Июнь
- 3 июня
  - В Москве подписано генеральное соглашение, сроком на 20 лет, о поставках из Советского Союза в Японию коксующегося угля и поставках из Японии в СССР машин, материалов и других товаров для разработки Южно-Якутского угольного бассейна. Предоставлен кредит экспорто-импортным банком Японии в сумме 450 миллионов долларов позволивший ускорить разработку угольного бассейна. В планах к 1986 году увеличить экспорт угля в Японию до 5 миллионов тонн в год[159].
  - Встреча в Москве представителя деловых кругов США, сопредседателя американо-советского торгово-экономического совета, генерального директора Pepsi Cola Дональда Кендалла с Генеральным секретарем ЦК КПСС Брежневым[159].
- 3 — 7 июня — Официальный визит в СССР Министра национальной обороны ЧССР генерал армии Мартина Дзура и переговоры с Генеральным секретарем ЦК КПСС Брежневым и министром обороны СССР Гречко А. А.[160].
- 4 июня — Постановление Совета Министров СССР принято решение об организации на базе филиала Львовского торгово-экономического института «Кооперативного института» в Полтаве.[4]
- 4 — 8 июня — По приглашению Президиума Верховного Совета с официальным визитом Москву посетил глава государства, премьер-министр Республики Афганистан Мухаммед Дауд. Прошли переговоры с Генсеком ЦК КПСС Л. И. Брежневым и членами Политбюро ЦК КПСС по вопросу развития двухсторонних отношений и международных отношений[161].
- 6 июня — Установление дипломатических отношений между СССР и Республикой Тринидад и Тобаго на уровне посольств. Представительство Тринидада и Тобаго в СССР не создано. Дипломатические отношения со стороны СССР осуществляются через посольство СССР в Венесуэле.[160][162].
- 9 июня — Установление дипломатических отношений между СССР и Португалией.[163][164].
- 11 июня — 4 июля — V Международный конкурс имени П. И. Чайковского в Москве Кремлевском Дворце Съездов. Участие приняли 281 музыкантов из 37 стран[165]. Почтовая марка СССР 1974 года, посвящённая V Международному конкурсу имени П. И. Чайковского. На марке изображён портрет П. И. Чайковского, лира, ноты баркаролы «Июнь» из цикла «Времена года» (ЦФА [АО «Марка»] № 4356).
- 13 июня — Катастрофа Ми-8 в Нефтеюганске.
- 14 июня — Указ Президиума Верховного Совета СССР о награждении Андропова Юрия Владимировича за большие заслуги перед Коммунистической партией и Советским государством и в связи с 60-летием со дня рождения золотой медалью Серп и Молот и четвертым Орденом Ленина[166].
- 14 июня — 8 июля — Картина Мона Лиза впервые выставлена в Государственном музее изобразительных искусств им. А. С. Пушкина в Москве[160].
- 15 июня — Открытие памятника Александру Грибоедову в центре Еревана (автор — Оганес Беджанян, архитектор — С. Кндвхцян)[167][168].
- 16 июня — Выборы в Верховный Совет СССР 9-го созыва.
- 17 — 18 июня — Визит в Москву Первого секретаря ЦК СЕПГ и Председателя Национального совета обороны ГДР Эриха Хонеккера.
- 18 — 21 июня — XXVIII сессия Совета Экономической Взаимопомощи в Софии. Юбилей 25-лет деятельности СЭВ. Советскую делегацию возглавлял Председатель Совета Министров СССР — А. Н. Косыгин.
  1. Принято постановление, в котором подводятся основные итоги работы СЭВ за 25 лет и определяются задачи дальнейшей реализации Комплексной программы.
  2. Подписано генеральное соглашение о сотрудничестве в освоении Оренбургского газоконденсатного месторождения и строительстве магистрального газопровода Оренбург — Западная граница СССР. В соглашении определены обязательства участвующих стран по сооружению газопровода длиной 2.750 км для поставки природного газа из СССР в эти страны в объеме 15,5 млрд. м³ в год[169][170].
- 20 июня
  - Решением Совета Министров СССР № 508, бюро крайкома КПСС и исполнительный комитет краевого Совета народных депутатов трудящихся постановили открыть Алтайский государственный институт культуры в городе Барнауле.
  - Подписано соглашение между президентом американской фирмы Chemical Construction Corporation («Кемикал констракшн корпорейшн») Л. Кларком и председателем Всесоюзного объединения «Техмашимпорт» Л. Лукьяновым на поставку в СССР оборудования для 4 заводов по производству аммиака (сумма на 200 миллионов долларов)[170].
- 24 июня
  - Катастрофа Ил-18 в Ташкенте.
  - Завершилась спасательная экспедиция советских военных моряков в Бангладеш. Со 2 апреля 1972 года организованная ВМФ СССР «12-я Экспедиция особого назначения» проводила расчистку причалов и акватория порта Читтагонг от затонувших кораблей и мин.
  - Открытие Мемориального комплекса «Штыки» — памятник защитникам Москвы, братская могила и архитектурный комплекс, расположенный на 40-м километре Ленинградского шоссе, у второго въезда в город Зеленоград.
- 25 июня — Указ Президиума Верховного Совета СССР о награждении города Кирова Орденом Трудового Красного Знамени за большие успехи достигнутые трудящимися города в хозяйственном и культурном строительстве, и в связи с 600-летием со дня основания[171].
- 26 июня 
  - Указ Президиума Верховного Совета СССР о присвоении городу Минску звания «Город-герой» за выдающиеся заслуги перед Родиной, мужество и героизм, проявленные трудящимися в борьбе против гитлеровских оккупантов, большую роль в развертывании всенародного партизанского движения в Белоруссия в годы Великой Отечественной войны и в ознаменование 30-летия освобождения Белорусской ССР от немецко-фашистских захватчиков с вручением медали «Золотая Звезда» и Ордена Ленина[172][173].
  - Указ Президиума Верховного Совета СССР о награждении Государственного союзного института по проектированию агрегатов сталелитейного и прокатного производства для чёрной металлургии Орденом Трудового Красного Знамени за большие заслуги в разработке и создании агрегатов по выплавке стали, нагреву и термической обработке металла, а развитии научных основ конструирования металлургических печей[172].
- 27 июня — Открыт памятник Учителю, к 900-летию основания Торопеца Тверской области. Памятник стал первым памятником учителю на территории СССР.
- 27 — 4 июля — Официальный визит в СССР Президента США Ричарда Никсона с супругой. Совместно с Никсоном прибыли Госсекретарь Г. Киссинджер, помощники президента А. Хейг и Р. Зиглер[174].
- 28 июня
  - На переговорах СССР и США в Москве (Кремле) состоялось подписание ряда соглашений между СССР и США в присутствии Леонида Брежнева и Ричарда Никсона[175].

  1. Соглашение о сотрудничестве области энергетики. Подписи в соглашениях со стороны СССР поставил Председатель Президиума Верховного Совета СССР Н. В. Подгорный и со стороны США Президент Р. Никсон.
  2. Соглашение о сотрудничестве в области жилищного и других видов строительства. Подписи в соглашениях со стороны СССР поставил Председатель Совета министров СССР А. Н. Косыгин и со стороны США Президент Р. Никсон.
  3. Соглашение о сотрудничестве в области научных исследований и разработки искусственного сердца. Подписи в соглашениях со стороны СССР поставил Министр иностранных дел СССР А. А. Громыко и со стороны США Госсекретарь Г. Киссинджер.
- 29 июня
  - На переговорах между СССР и США в Москве (Кремле) состоялось подписание долгосрочного соглашения, сроком на 10 лет, о содействии экономическому, промышленному и техническому сотрудничеству. Подписи под соглашением поставили Генеральный секретарь ЦК КПСС СССР Леонид Брежнев и Президент США Ричард Никсон[176].
  - Генеральный секретарь ЦК КПСС СССР Леонид Брежнев и Президент США Ричард Никсон для продолжения переговоров из Москвы перелетели в Крым резиденцию Ореанда.
  - Государственная приёмочная комиссия СССР приняла в эксплуатацию пусковой комплекс первой очереди Оренбургского газоперерабатывающего завода[177].
- 30 июня
  - Торжественно открыт Мемориальный комплекс «Прорыв». Накануне Дня празднования 30-летия освобождения Белоруссии от немецко-фашистских захватчиков.
  - Спущен на воду в судоверфи «Вяртсиля» (г. Хельсинки, Финляндия) построенный по заказу В/О «Судоимпорт» ледокол «Ермак». Списан в 2022 году.
- Без точной даты
  - Открыто Калининское областное художественное училище, ныне Тверской художественный колледж имени А. Г. Венецианова.

### Июль
- 1 июля
  - Визит в Минск Президента США Р. Никсон с супругой[178].
  - Встреча в Москве Первого секретаря ЦК МНРП, Председателя Президиума Великого Народного Хурала МНР Юмжагийн Цеденбала и Председателя Совета Министров МНР Жамбын Батмунха с Председателем Совета министров СССР А. Н. Косыгиным. Подписано соглашение о сотрудничестве в области экономики, культуры и просвещения[178].
  - Государственная комиссия подписала акт о сдаче в эксплуатацию комплекса по производству стирола в Ангарске. В составе Ангарского нефтехимического комбината создано новое подразделение — Завод полимеров.
- 2 июля — Введен в эксплуатацию и принят комиссией первый из комплекса объектов Днепрогэс — 2 имени В. И. Ленина однопролетный арочный мост — через реку Днепр. Арка составляет 204 метра, а длина моста с подъездами 324 метра. Проект разработан Центральным научно-исследовательским институтом «Проектстальконструкция» (Москва)[179].
- 3 июля
  - В Москве (Кремле) состоялось подписание Генеральным секретарем ЦК КПСС СССР Леонидом Брежневым и Президентом США Ричардом Никсоном[180].

  1. «Протокол к договору между СССР и США об ограничении систем противоракетной обороны»;
  2. «Договор об ограничении подземных испытаний ядерного оружия»;
  3. Заявление о мерах, направленных на устранение опасностей использования средств воздействия на природную среду в военных целях;
  4. Совместное советско-американское коммюнике[181].

  - В Горьком прошел разрушительной силы смерч, нанесший большой материальный ущерб в городе. Смерч сопровождался градом, грозой и ливнем.[182]
- 3 — 19 июля — Полёт космического корабля Союз-14. Экипаж — командир П. Р. Попович и бортинженер Ю. П. Артюхин. Марка СССР Полёт космического корабля «Союз-14», 1974 год
- 4 июля
  - Награждение лауреатов 5-го Международный конкурс имени П. И. Чайковского в Москве.
  - Решением Совета Министров Азербайджанской ССР с целью сохранения сохранение крупнейшей в мире рощи восточного платана создан Басутчайский заповедник (107 гектаров).
  - Вступил в строй Петрозаводский радиозавод.[183]
- 8 июля
  - В СССР вышло совместное постановление ЦК КПСС и Совета Министров СССР о строительстве Байкало-Амурской магистрали (БАМ). Начало основного этапа строительства магистрали[184].
  - Указ Президиума Верховного Совета СССР Герою Социалистического Труда академику Капица Пётру Леонидовичу за выдающиеся заслуги в развитии советской науки и 80-летие со дня рождения наградить пятым орденом Ленина и второй золотой медалью «Серп и Молот»[185].
  - Указ Президиума Верховного Совета СССР о награждении Председателя Государственного совета ГДР Вилли Штофа Орденом Ленина учитывая большие заслуги в развитии братской дружбы и всестороннего сотрудничества между ГДР и Советским Союзом и в связи с 60-летием со дня рождения[185].
- 8 — 12 июля — Визит в Могадишо Сомали Председателя Президиума Верховного Совета СССР Н. В. Подгорного и встреча с президентом Демократической Республики Сомали генералом Мухаммедом Сиадом Барре. Подписан Советско-сомалийский договор о дружбе и сотрудничестве[186][187]
- 10 июля — Катастрофа Ту-154 под Каиром.
- 10 — 12 июля — IX сессия советско-французской комиссии по научно-техническому и экономическому сотрудничеству в Париже. Советскую правительственную делегацию возглавлял заместитель Председателя Совета министров СССР, Председатель Государственного комитета Совета Министров СССР по науке и технике В. А. Кириллин с французской стороны министр экономики и финансов Франции Жан-Пьер Фуркад[фр.]. Подписан протокол о сотрудничестве в области мирного использования атомной энергии на 1974—1975 годы между Государственным комитетом СССР по использованию атомной энергии и комиссариатом по атомной энергии Франции. Расширение сотрудничества в области реакторов на быстрых нейтронах, контролируемого термоядерного синтеза[188]
- 11 июля
  - Указ президиума Верховного Совета СССР о награждении города Полтавы орденом Трудового Красного Знамени за большие успехи, достигнутые трудящимися города в хозяйственном и культурном строительстве, и в связи с 800-летием со дня основания[189][190].
  - Указ Президиума Верховного Совета СССР о присвоении звания Героя Социалистического Труда министру цветной металлургии СССР Ломако Пётра Фадеевича за большие заслуги перед Советским государством и развитии цветной металлургии, и в связи с 70-летием со дня рождения с вручением седьмого ордена Ленина и золотой медали «Серп и Молот»[189].
- 11 — 13 июля — Визит в СССР министра иностранных дел Франции Жана Сованьярга. Встреча в Крыму с Генеральным секретарем ЦК КПСС СССР Леонидом Брежневым и в Москве с министром иностранных дел СССР А. А. Громыко[187][189].
- 12 июля
  - Во Владимире открыт памятник полководцу и одному из организаторов Вооружённых Сил СССР М. В. Фрунзе, созданный по проекту скульпторов Б. Д. Яковлева, Ю. А. Вашкевича и архитектора В. А. Сохина.
  - Решением Мурманского горисполкома № 403 впервые было присвоено звание «Почётный гражданин города Мурманска». Первым Почетным гражданином стал судоремонтник Григорий Левкин.
- 13 июля — Эрнст Неизвестный создал надгробный памятник после смерти Хрущёва, по просьбе родственников бывшего главы государства на Новодевичьем кладбище. Надгробный памятник Н. С. Хрущёву на Новодевичьем кладбище
- 14 июля —В честь 200-летия основания Онежского тракторного завода в Петрозаводске у поймы реки Лососинка установлен памятник — артиллерийское орудие производства Александровского завода 1862 года. Автор проекта — художник Г. В. Иванов.[191].
- 16 июля — Решением ВЦСПС и Центрального Совета по управлению курортами профсоюзов в Ливадийском дворце был открыт музей для посетителей с 2 отделами: историко-мемориальным (размещённым в парадных залах дворца, где была открыта экспозиция «Крымская (Ялтинская) конференция 1945 года») и выставочным[192].
- 17 июля — Указ президиума Верховного Совета СССР о награждении Морского транспорта СССР (Морфлота) орденом Ленина за большие успехи в развитии морского транспорта, обеспечение перевозок народнохозяйственных и внешнеторговых грузов, и в связи с 50-летием со дня образования[193]
- 18 — 24 июля — Визит в СССР Генерального секретаря ЦК Национального фронта НДРЙ А. Ф. Исмаила и переговоры с Председателем Президиума Верховного Совета СССР Н. В. Подгорным. Подписание соглашения о дальнейшем развитии экономического и технического сотрудничества[194].
- 19 июля — Указ Президиума Верховного Совета СССР о награждении газеты Советский спорт орденом Трудового Красного Знамени за пропаганду физической культуры и большой вклад в развитие физкультурного движения[195].
- 20 июля
  - Указ Президиума Верховного Совета СССР о награждении летчика-космонавта, Героя Советского Союза П. Р. Поповича с вручением второй медали «Золотая Звезда» и второго ордена Ленина за успешное осуществление полета на орбитальной научной станции «Салют-3» и транспортном корабле «Союз-14» и установить бронзовый бюст на родине героя[196]
  - Указ Президиума Верховного Совета СССР о присвоении звания Героя Советского Союза с вручением ордена Ленина и медали «Золотая Звезда» летчику-космонавту Ю. П. Артюхину, а также присвоить звание Лётчик-космонавт СССР[196].
- 20 — 21 июля — Визит Л. И. Брежнева в Польшу в связи с 30-летием Польской Народной Республики. Присвоение звания Брежневу гражданина Катовицкого воеводства.[197].
- 21 июля — В Варшаве Колонном зале сейма Постановлением Государственного Совета ПНР награжден Генеральный секретарь ЦК КПСС Л. И. Брежнев высшей наградой Польской Народной Республики — Большим крестом ордена «Virtuti Militari» (воинской доблести)[198][199], награждение отменено 10 июля 1990 года[200])
- 23 июля — Указ Президиума Верховного Совета СССР награждении республиканской газеты «Тувинская правда» Орденом «Знак почета» за плодотворную работу по коммунистическому воспитанию трудящихся Тувинской АССР, мобилизации их на выполнение задач хозяйственного и культурного строительства[201]
- 24— 26 июля — На первой сессии Верховного Совета СССР девятого созыва.
  - Председателем Совета Союза Верховного Совета СССР повторно избран — Шитиков, Алексей Павлович. Заместителями Председателя Совета Союза избраны: Патон Борис Евгеньевич (президент Академии наук Украинской ССР), Давидчик Александра Леонтьевна (свинарка колхоза имени Жданова Ноногрудского района Белорусской ССР), Алиев, Гейдар Алирза оглы (первый секретарь ЦК КП Азербайджана) и Джумаев Акмурад (машинист тепловоза депо станции Мары Среднеазиатской железной дороги).
  - Председатель мандатной комиссии Совета Союзов Верховного Совета СССР избран — Месяц, Валентин Карпович.
  - Председателем Совета Национальностей Верховного Совета СССР избран — Рубен, Виталий Петрович (Латвийская ССР). Заместителями Председателя Совета Национальностей избраны: Ташпулатова Диляра (прядильщица Наманганского комбината шелковых и костюмных тканей), Жаксыбеков Совет Шпекбаевич (старший чабан-наставник совхоза «Каракол» Семипалатинской области), Зайченко, Николай Михайлович (председатель Совета колхозов Молдавской ССР) и Тихонов, Николай Семёнович (писатель).
  - Председатель мандатной комиссии Совета Национальностей Верховного Совета СССР избран — Шеварднадзе Эдуард Амвросиевич[194].
  - Председателем Президиума Верховного Совета СССР вновь избран Н. В. Подгорный, Председателем Совета Министров СССР — А. Н. Косыгин и Генеральным прокурором СССР — Р. А. Руденко. Образовано Правительство СССР — Совет Министров СССР.
- 24—29 июля —Визит министра иностранных дел Италии А. Моро в СССР. Первая встреча с Генеральным секретарем ЦК КПСС Л. И. Брежневым. А. Моро имел ряд встреч и бесед с членом Политбюро ЦК КПСС, министром иностранных дел СССР А. А. Громыко. Подписание Соглашение между правительством СССР и правительством Италии о развитии экономического, промышленного и технического сотрудничества на десятилетний период.[202][203]
- 25 июля — Визит в СССР военной делегации АНДР во главе с генеральным секретарем министерства национальной обороны АНДР Абдельхамидом Латрешем и переговоры с Председателем Совета министров СССР Косыгиным А. Н. и министром обороны СССР Гречко А. А. по вопросам военного сотрудничества[194].
- 27 июля
  - Катастрофа Ан-2 в Пителино.
  - Встреча Генерального секретаря ЦК КПСС Л. И. Брежнева с находящимся на отдыхе в СССР Генеральным секретарем Французской КП Жоржем Марше[204]
- 29 июля
  - Запущен экспериментальный спутник связи Молния-1С, первый советский космический аппарат, выведенный на геостационарную орбиту.
  - Председателем КГБ СССР при Совете Министров СССР Юрием Андроповым был подписан Приказом № 0089 / ОВ («особой важности») об изменении в штатах Седьмого управления КГБ СССР и утверждении Положения о Группе «А».[205][206]
- Без точной даты
  - Ижевский завод пластмасс выдал первую продукцию. На базе комплектного оборудования фирмы Hennecke (Германия) началось производство полужёстких и эластичных формованных пенополиуретанов. Здесь выпускаются детали отделки салона автомобиля из полужестких и интегральных пенополиуретанов, набивки сидений для автомобилей.

### Август
- 1 августа — Л. И. Брежнев в Крыму встретился с отдыхающими в СССР Генеральным секретарем ЦК КПЧ Густавом Гусаком[207].
- 1 — 3 августа — Визит в СССР председателя исполкома Организация освобождения Палестины Ясира Арафата и встречи с Первым заместителем министра иностранных дел СССР В. В. Кузнецовым. Советская сторона в соответствии с просьбой Исполкома Организации освобождения Палестины дала согласие на открытие представительства ООП в Москве[208].
- 2 — 5 августа — Визит Первого секретаря ЦК Венгерской социалистической рабочей партии Яноша Кадара в Крыму. Встреча с Генсеком ЦК КПСС Леонидом Брежневым по вопросу развития двухсторонних отношений и международных отношений[209].
- 4 августа — Введен в строй 4 энергоблок Разданской ТЭС мощностью 210 МВт[210].
- 4 — 8 августа — Первый Чемпионат мира по шахматам среди компьютерных программ в Стокгольме, Швеция. Победителем стала советская компьютерная шахматная программа Каисса[211].
- 5 августа — Введён в эксплуатацию восьмой энергоблок мощностью 300 МВт и завершено строительство Лукомльской ГРЭС имени 50 летия СССР с проектной мощностью 2400 МВт[212].
- 7 августа — Начали заполнение водой Чиркейское водохранилище площадью 42 квадратных километра и объемом 2,8 миллиарда кубометров[213].
- 9 августа — По инициативе первого секретаря Смоленского областного комитета КПСС Министерство сельского хозяйства СССР издало приказ об организации в Смоленске филиала Московской сельскохозяйственной академии им. К. А. Тимирязева на базе учебных, бытовых и других зданий, передаваемых Смоленским областным исполкомом для размещения организованного филиала.
- 12 августа —Открыты станции «Калужская» и «Беляево» Московского метрополитена. Расположенные на Калужско-Рижской линии[214].
- 13 августа — Сдача в эксплуатацию крупнейшего в стране Шерабадского завода по переработке тонковолокнистого хлопка (Узбекская ССР).[14]
- 15 августа — Л. И. Брежнев в Крыму встретился с отдыхающими в СССР Первым секретарем ЦК ПОРП Эдвардом Гереком[215].
- 17 августа — Открытие областного Дворца пионеров — Мемориал Киров памятника воинам-землякам, погибшим в годы Великой Отечественной войны. Мемориальный комплекс сооружен на средства жителей области.[216]
- 20 августа — Указ президиума Верховного Совета СССР о награждении города Суздаль орденом «Знак Почёта» за большой вклад трудящихся города в пропаганду культурного наследия, сохранения и реставрацию памятников древнерусского искусства и зодчества, развитие массового туризма и в связи с 950-летием со дня основания[217].
- 21 — 23 августа — Визит советской делегации во главе членом Политбюро ЦК КПСС, Председателем Совета Министров СССР — А. Н. Косыгиным в СРР в связи с 30-летием освобождения Румынии от фашистских захватчиков[217].
- 23 августа — Указом Президиума Верховного Совета СССР о награждении республиканской газеты «Хакикати́ Узбекисто́н» (Узбекистанская правда) орденом Трудового Красного Знамени за плодотворную работу по коммунистическому воспитанию трудящихся Узбекской ССР, мобилизации их на борьбу за выполнение задач хозяйственного и культурного строительства[218].
- 25 августа — Состоялась однодневная персональная уличная Выставка-акция живописи и графики Александра Попова на Гоголевском бульваре Москвы, которая положила начало новому типу выставок, ставших частью культуры 1970-х годов.
- 26 августа
  - Указ президиума Верховного Совета СССР о награждении «Троллейбусного парка имени Петра Щепетильникова» Управления пассажирского транспорта исполнительного комитета Московского городского Совета депутатов трудящихся Орденом Октябрьской Революции за достигнутые высокие производственные показатели[219].
  - Введено новое здание ЦУМа в Москве. В старом здании началась реконструкция[219].
  - Советский Союз и Аргентина заключили соглашение о морском судоходстве, которое будет способствовать развитию торговых и экономических связей между двумя странами[219].
- 26 — 28 августа — Полёт космического корабля Союз-15. Экипаж — Г. В. Сарафанов, Л. С. Дёмин. «Полёт космического корабля „Союз-15“»
- 26 — 31 августа — В Москве состоялся Х Международный Гегелевский конгресс. Основная тема конгресса — диалектика Гегеля и общественный прогресс[220].
- 27 августа — Визит в СССР вице-президента Верховного революционного совета Сомалийской Демократической Республики Исмаила Али Абукара и встреча с Председателем Президиума Верховного Совета СССР Н. В. Подгорным[221].
- 27 — 30 августа — Визит в ЧССР партийно — правительственной делегации во главе с членом Политбюро ЦК КПСС, министром обороны СССР Гречко А. А. для участия в торжествах, посвященных 30-й годовщине Словацкого национального восстания. Встреча и переговоры с Генеральным секретарем ЦК КПЧ Густавом Гусаком и Министром национальной обороны генерал армии Мартина Дзура[221].
- 27 — 31 августа — Чемпионат мира по боксу 1974 в Гаване. Василий Соломин завоевал титул чемпиона и назван самым техничным боксером турнира. Золотую медаль также завоевал Руфат Рискиев.
- 28 августа
  - Указ Президиума Верховного Совета СССР о награждении города Витебска Орденом Трудового Красного Знамени за большие успехи достигнутые трудящимися города в хозяйственном и культурном строительстве, и в связи с 1000-летием со дня основания[222].
  - Совет Министров СССР утвердил Постановлением N 677 новое положение о паспортной системе в СССР, предусматривавшее обязанность иметь паспорт всем гражданам, достигшим шестнадцати лет.
  - Президент США Джеральд Форд заявляет на пресс-конференции, что СССР создал военно-морскую базу в порту Бербера (Сомали).
  - Указ Президиума Верховного Совета СССР о присвоении звания Героя Социалистического Труда генеральному директору производственного электромашиностроительного объединения «Динамо» Петухову Константину Дмитриевичу за большой вклад в развитие в совершенствование производства, создание и широкое применение на заводе эффективной системы повышения производительности труда с вручением ордена Ленина и золотой медали «Серп и Молот»[222].
  - Введен в эксплуатацию речной вокзал Новокузнецка.
- 30 августа
  - Большой противолодочный корабль «Отва́жный» проекта 61 Черноморского флота ВМФ СССР. Затонул в результате пожара.
  - Празднование 1000-летия города Витебска.
- Без точной даты
  - Построено новое здание Национального музея искусств в рамках широкомасштабной кампании по улучшению облика Фрунзе. Объём коллекции около 18 тысяч экспонатов. Около 4 тыс. живописных полотен, около 9600 образцов графики, около 1 тыс. скульптур и более 3 тыс. экземпляров декоративно-прикладного искусства. Представлены работы советского периода, египетские и греческие репродукции, классические западные скульптуры, и работы по эпосу «Манас».

### Сентябрь
- 2 сентября — Вторая встреча в году с Первый секретарем ЦК МНРП, Председателем Совета Министров МНР Юмжагийн Цеденбалом в Москве с Генсеком ЦК КПСС Леонидом Брежневым[223].
- 7 сентября —Присвоении городу Новороссийску почетного звания «Город-герой» указом Президиума Верховного Совета СССР. Вручение городу-герою Новороссийску ордена Ленина и медали Золотая Звезда.[224].
- 7— 10 сентября —Визит в Болгарию партийно-правительственной делегации СССР и во главе Председателем Президиума Верховного Совета СССР Н. В. Подгорным на торжественные мероприятия по случаю 30-летия освобождения республики[225].
- 10 сентября — Встреча в Москве Генерального секретаря ЦК КПСС Л. И. Брежневым с министром иностранных дел Индии Сингхом.
- 15 сентября — «Бульдозерная выставка» в московском лесопарке Беляево.
- 17 сентября — Указ Президиума Верховного Совета СССР о награждении Гришина Виктора Васильевича за большие заслуги перед Коммунистической партией и Советским государством и в связи с 60-летием со дня рождения золотой медалью Серп и Молот и четвертым Орденом Ленина[226].
- 18 сентября — Указ Президиума Верховного Совета СССР о награждении издательства Просвещение орденом Трудового Красного Знамени за активную и плодотворную работу по воспитанию подрастающего поколения[226].
- 20 сентября —Начало заполнения строительного котлована Рижской ГЭС и через семь дней Даугава начала течь по руслу ГЭС.
- 25— 30 сентября —Визит в Москву и Ленинград партийно-правительственной делегации Венгрии и во главе первым секретарем ЦК Венгерской социалистической рабочей партии Яношем Кадаром[227].
- 26 сентября— Северо-Осетинской АССР награждена орденом Октябрьской Революции «за успехи в коммунистическом строительстве и в связи с 50-летием образования СОАССР и 200-летием добровольного присоединения Осетии к России».[228].
- 26 сентября—6 октября — Суперсерия СССР — Канада 1974 года между хоккейными сборными.
- 27 сентября
  - Встреча, второй раз за текущий год, в Москве Генерального секретаря Партии арабского социалистического возрождения, Президента Сирийской Арабской Республики, товарища Хафеза Асада с Генеральным секретарем ЦК КПСС с Генсеком ЦК КПСС Леонидом Брежневым[229].
  - Указ Президиума Верховного Совета СССР о награждении орденами и медалями наиболее отличившихся работников СССР. Всего было награждено 320 человек.
- 29 сентября — Измайловская выставка (Выставка в лесопарке «Измайлово»)

### Октябрь
- 2 октября
  - Ядерный взрыв «Кристалл» в Якутии мощностью 1,7 килотонны.
  - Указ Президиума Верховного Совета СССР о награждении Учительской газеты орденом Ленина за большие заслуги в мобилизации работников просвещения на выполнение решений партии и правительства по коммунистическому воспитанию и обучению молодежи, оказания помощи учителям в повышении их идейного уровня и профессионального мастерства[230].
- 4 октября — Столкновение Ан-2 и Ан-12 над Иркутском.
- 5— 8 октября — Визит в ГДР партийно-правительственной делегации во главе с Л. И. Брежнева в честь 25-летия образования республики. Награждение Брежнева 6 сентября высшей наградой Германской Демократической Республики орденом Карла Маркса[231].
- 7 октября
  - Открыто новое здание железнодорожного вокзала на станции Тюмень. Старое здание, построенное в 1885 г., разрушено.
  - Во Фрунзе (ныне Бишкек), напротив Киргизского театра оперы и балета имени А. Малдыбаева был установлен памятник, в честь Токтогула Сатылганова
- 11 — 13 октября — Визит Л. И. Брежнева в Кишинев. Юбилей пятидесятилетие Молдавской Советской Социалистической Республики и Коммунистической партии Молдавии.[232].
- 11 октября — Возрождён Днепропетровский театр оперы и балета после эвакуации в 1941 году в Красноярск. 4 октября подписан акт приемки Государственной комиссии. Театр откроет первый сезон оперой 26 декабря[4][233].
- 14 октября
  - Открыто движение троллейбусной системы города Архангельска. Закрытая 11 апреля 2008 года.
  - Открылся республиканский Дом кино в Киеве[4].
- 14— 15 октября — Визит в Финляндию партийно-правительственной делегации СССР и во главе Председателем Президиума Верховного Совета СССР Н. В. Подгорным на торжественные мероприятия по случаю 30-летия подписания соглашении о мире[233].
- 15 октября — Второе заседания американо-советского торгово-экономического совета в Москве. Сопредседатели совета Кендалл и Алхимов. Участники Министр финансов США господин Саймон — почетный директор совета и Министр внешней торговли СССР Патоличев. Расширен общий объем торговли между нашими странами: если еще три года тому назад товарооборот держался на уровне около 200 миллионов долларов, то в этом году он, судя по всему, составит около 1 миллиарда долларов.[234].
- 16 октября— Визит в Москву партийно-правительственной делегации Болгарии и во главе первым секретарем ЦК Болгарской коммунистической партии Тодор Живков[235].
- 18 октября
  - На Нижнетагильском металлургическом комбинате в эксплуатацию введена первая очередь крупнейшего в мире блюминг «1500».[236]
  - Монумент Дружбы народов установлен в честь 100-летия вхождения Киргизии в состав России. Скульпторы Т. Садыков, 3. Хабибулин, О. Б. Бакашев, архитектор А. Нежурин.
- 19 октября — Состоялось открытие мемориального комплекса «Защитникам Советского Заполярья в годы Великой Отечественной войны» («Алёша») в Ленинском округе города Мурманска. К 30-летию разгрома немецко-фашистских войск в Заполярье.
- 20 октября — В Ижевске появился 500-тысячный житель. Им стал первенец Людмилы и Владимира Усовых. Мальчика назвали Сашей. С его рождением столица Удмуртии перешла в категорию крупных городов Советского Союза.
- 21—23 октября — Торжественные мероприятия в Ташкенте в честь 50-летия образования Узбекской ССР. Партийно-правительственная делегация во главе с Секретарем ЦК КПСС, членом Политбюро ЦК М. А. Сусловым наградила республику Орденом Октябрьской Революции[237].
- 22 октября — Открытие мемориального музея советского разведчика Н. И. Кузнецов в Ровно. Ликвидирован в 1992 году.[4]
- 23 октября
  - Международный Олимпийский комитет на 75-й сессии в Вене выбрал Москву столицей XXII летних Олимпийских игр.
- 23—27 октября— Визит Государственного секретаря США и Советника по национальной безопасности Генри Киссинджера в Москву для встречи с Генсеком ЦК КПСС Леонидом Брежневым по вопросу подготовки визита президента США Джеральд Форд во Владивосток[238].
- 24—26 октября— Визит в Москву премьер-министрова Пакистана Зульфикар Али Бхутто и переговоры с Генсеком ЦК КПСС Леонидом Брежневым[238].
- 25 октября — Открыт комплекс нового Ижевского аэропорта у деревни Старое Мартьяново.
- 28 октября
  - В СССР учреждён Орден «За службу Родине в Вооружённых Силах СССР» трёх степеней.
  - Организованы Арабатский заказник, Большой каньон Крыма (заказник), Качинский каньон (заказник), Великодобронский зоологический заказник, Каморетский заказник и Молочный лиман (заказник) согласно постановлению Совета министров УССР от 28.10.1974 года № 500.
  - Осуществлён пуск ракеты-носителя «Протон-К / Д», которая вывела на траекторию полёта к Луне АМС «Луна-23» с возвращаемым аппаратом на борту.
- 28—30 октября — Визит федерального канцлера Федеративной Республики Германии Гельмута Шмидта в СССР. Подписано соглашение «О дальнейшем развитии экономического сотрудничества между СССР и ФРГ».[239][240].
- 30 октября
  - Объявление инициативной группой защиты прав человека памятного «Дня советского политзаключённого».
  - Поставлена под нагрузку линия электропередачи Нововоронежский — Донбасс напряжением 500 кВ, протяженностью 346 км. Линия связала объединённую энергосистему «Центр» и «Юг» (ныне «Украина»).[4]
- 31 октября—3 ноября— Торжественные мероприятия в Фрунзе в честь 50-летия образования Киргизской ССР. Партийно-правительственная делегация во главе с Председателем Совета Министров СССР А. Н. Косыгиным наградила 2 ноября республику Орденом Октябрьской Революции[241].
  - Открытие аэропорта «Манас». Аэропорт принял первый самолёт — Ил-62 с Председателем Совета Министров СССР А. Н. Косыгиным на борту.
- Без точной даты
  - Открытие Дворца спорта им. В. И. Ленина[кирг.] во Фрунзе (ныне Бишкек). Дворец спорта удивлял своими масштабами. Архитекторы разделили здание на две зоны — демонстрационную со зрительным залом на 3 тысячи мест, вестибюлем и фойе, и тренировочную — с крытым спортзалом, олимпийским бассейном и вспомогательными помещениями. Объект сдали в эксплуатацию недостроенным. Рабочих торопили к круглой дате — 50-летию образования Киргизской ССР, но все равно не успели. Порядка 30 процентов сооружений доводились до ума уже после официального открытия.
  - Завершено строительство здания Театра оперы и балета (архитектор Н. Бучюте), ставшего самым крупным зданием культурного назначения в городе (120,5 м³, зрительный зал на 1149 мест).

### Ноябрь
- 1 ноября
  - В районе Сургута столкнулись самолёт Ан-2 и вертолёт Ми-8, погибли 38 человек.
  - Выведен на проектную мощность 1-й энергоблок Ленинградской атомной электростанции им. В. И. Ленина.[242]
- 3 ноября
  - Открылся новый широкоформатный кинотеатр «Родина» (ныне «Киномакс») в Томске
  - В Бердянске (Запорожская область), сержант-пограничник, отличник боевой и политической подготовки войск КГБ СССР, в результате алкогольного опьянения захватил весь боевой арсенал погранзаставы и открыл огонь из автомата по прохожим, в результате чего несколько десятков человек было убито и ранено. В ходе следствия преступник был признан невменяемым и помещен в психиатрическую лечебницу, откуда через несколько лет вышел.
- 4 ноября — В связи с семидесятилетием поэтессы Саломеи Нерис у средней школы её имени на улице Людаса Гиры (ныне Вильняус) установлен памятник (скульптор В. Вильджюнас, архитекторы Г. Баравикас и Г. Рамунис).
- 6 ноября
  - В Сарапуле на привокзальной площади открыт памятник Паровозу «ОВ-3705», доставивший в 1919 году голодающим рабочим Петрограда и Москвы свыше 80 тысяч пудов хлеба[243].
  - Автоматическая межпланетная станция «Луна-23» посажена на поверхности Луны на юго-восточной окраине моря Кризисов, но произошло опрокидывание станции и программу пришлось прекратить.
- 11 ноября —Открытие аэропорта «Рига» комплекс строили с 1965 года. Главное здание аэропорта проектировал Московский институт «Аэропроект» архитектор Леонид Иванов.
- 13— 17 ноября — Торжественные мероприятия в Ашхабаде в честь 50-летия образования Туркменской ССР. Партийно-правительственная делегация во главе с Секретарем ЦК КПСС, членом Политбюро ЦК А. П. Кириленко наградила республику Орденом Октябрьской Революции[244].
- 14 ноября —Указ о назначении нового министра культуры СССР секретаря ЦК КПСС Петра Демичева. Вместо покончившей с собой 24 октября Екатерины Фурцевой.
- 17 ноября —В Чебоксарах начал производство пивоваренный завод. Розлив пива «Ячменный колос» в 100-литровые деревянные бочки со сроком хранения 7 суток. Строительство завода велось с 1969 года.
- 18—20 ноября— Визит в Москву Его Императорское Величество Шахиншаха Ирана Мохаммед Реза Пехлеви и переговоры с Генсеком ЦК КПСС Леонидом Брежневым[245].
- 20 ноября
  - Визит в Москву президента Замбии Кеннет Дэвид Бучайзья Ка́унда и переговоры с Генсеком ЦК КПСС Л. И. Брежневым[245].
  - Указ Президиума Верховного Совета СССР о награждении главного редактора газеты «Правда» Михаил Васильевича Зимянина за большие заслуги перед Коммунистической партией и Советским государством и в связи с 60-летием со дня рождения золотой медалью Серп и Молот и четвертым Орденом Ленина[245].
- 21 ноября — Визит Л. И. Брежнева в Хабаровск[245].
- 23—24 ноября — Во Владивостоке прошла рабочая встреча генерального секретаря ЦК КПСС Л. И. Брежнева и президента США Д. Форда.

- 25— 27 ноября — Визит Л. И. Брежнева в Монгольскую Народную Республику.[246]
- 26 ноября — Задута пятая вращающаяся печь Каменец-Подольского цементного завода, расположенного вблизи города Каменец-Подольский в Хмельницкой области. Мощность предприятия достигла уровня запланированного директивой XXIV съезда КПСС[247].
- 27 ноября — Группой учёных ВНИХФИ и НИИМР получено авторское свидетельство № 1685933 на средство Арбидол для профилактики и лечения гриппа типа А и острых респираторных заболеваний.
- 27 ноября— 1 декабря — Торжественные мероприятия в Душанбе в честь 50-летия образования Таджикской ССР. Партийно-правительственная делегация во главе с Председателем Президиума Верховного Совета СССР Н. В. Подгорным наградила республику Орденом Октябрьской Революции[248].
- 28 ноября — Уфе вручен Орден Октябрьской Революции. В честь праздника 400-летнего юбилея советские власти присвоили столице Башкирской АССР вторую по значимости государственную награду страны «за большие успехи, достигнутые трудящимися города в хозяйственном и культурном строительстве, отмечая заслуги в революционном движении и в связи с 400-летием со дня основания». Два первых ордена Октябрьской революции в 1967 году были вручены Ленинграду и Москве. Уфа стала 11 городом СССР, получившим этот орден.
- 29 ноября —открыто движение системы троллейбусного транспорта в столице Адыгеи Майкопе.
- 30 ноября — Указом Президиума Верховного Совета СССР Вильнюс «за большие успехи, достигнутые трудящимися города в хозяйственном и культурном строительстве, в выполнении задний пятилетнего плана по развитию промышленного производства» награждён орденом Ленина.

### Декабрь
- 2—8 декабря — полёт космического корабля Союз-16 по программе «Союз — Аполлон». Экипаж — Герои Советского Союза А. В. Филипченко, Н. Н. Рукавишников.
- 2— 17 декабря —Ходовые испытаний самого крупного в мире атомного ледокола «Арктика».[14]
- 3 декабря—Состоялось торжественное открытие Омского государственного университета.
- 4 декабря
  - Столкновение над Иркутском самолётов Ан-2Р и Ан-12Б.
  - В г. Иваново был построен Дворец культуры и техники текстильщиков[249]
- 5—7 декабря — Визит Л. И. Брежнева во Францию.[250]
- 6 декабря — Основание пензенского хореографического ансамбля «Зоренька»
- 13 декабря — Станислав Курилов совершил побег из СССР, спрыгнув с борта лайнера и проплыв около 100 км.
- 14 декабря
  - ООН провозгласила Декларацию о защите женщин и детей в чрезвычайных обстоятельствах и в период вооружённых конфликтов.
  - Во время гастролей в Канаде бежал на Запад солист Кировского балета Михаил Барышников.
  - Катастрофа Як-40 в Бухаре. Погибли 7 человек.
- 16— 19 декабря — Вторая сессия Верховного Совета девятого созыва и Пленум Центрального Комитета КПСС — План и бюджет на 1975 год. .[251]
- 20 декабря
  - Конгресс США принял законопроект о торговой реформе, содержащий в отношении СССР и ряда других государств дискриминационные оговорки и ограничения (подписан президентом США 3 января 1975 г.).
  - Начало эксплуатации в Мурманском морском пароходстве теплохода «Мария Ермолова» — первое судно серии грузопассажирских теплоходов.
- 22 декабря — Поставлен под промышленную нагрузку первый агрегат Чиркейская ГЭС.
- 26 декабря — Произведен запуск советской орбитальной станции «Салют-4», на которую были осуществлены две экспедиции космонавтов на кораблях «Союз-17» и «Союз-18».
- 28 декабря
  - Ведена в строй Усть-Илимская ГЭС — третья станция ангарского гидроэнергетического каскада.
  - Вологодский драматический театр, к своему 125-летнему юбилею, переехал в новое здание на Советском проспекте.
- 30 декабря
  - Введена в эксплуатацию Доменная печь № 9 для выплавки чугуна на металлургический комбинат «Криворожсталь» имени В. И. Ленина Кривой Рог.[14]
  - В Брянске введен в эксплуатацию Брянский государственный цирк.
  - В Мыски Кемеровской области сдана в эксплуатацию Центральная обогатительная фабрика «Сибирь» .
  - В Чебоксарах вступил в строй первый производственный корпус завода промышленных тракторов — сдаточный корпус, на производственных площадях которого и началось изготовление узлов и деталей будущего серийного трактора Т-330 мощностью 330 л. с.

### Без точных дат
- Спроектирована и начало производства 9П139— советская гусеничная боевая машина из состава РСЗО «Град-1».
- Минский тракторный завод приступил к серийному выпуску МТЗ-80 «Беларус» универсально-пропашных колёсных тракторов.
- Выпускается Электроника Б3-04 — первый советский карманный микрокалькулятор.
- Калининградское управление культуры создает отряд для проведения археологических исследований в рамках составления «Свода памятников истории и культуры РСФСР». Руководство отрядом было предложено В. И. Кулакову. В Калининградской области начинает работу Балтийский отряд ИА АН СССР.
- Открылся Выставочный зал Таганрогского отделения Союза художников СССР — художественный экспозиционный центр в Таганроге.

## Родились
- 24 февраля — Этери Тутберидзе, российский тренер по фигурному катанию. Тренер олимпийских чемпионов и чемпионов мира и Европы[252]